# Hô Chi Minh-Ville
« Saïgon » redirige ici. Pour les autres significations, voir Saigon (homonymie).
Hô Chi Minh-Ville ou Hồ Chí Minh-Ville /o.tʃi.min.vil/ ou /o.ʃi.min.vil/ (en vietnamien : Thành phố Hồ Chí Minh /tʰan˨˩ fo˧˥ ho˨˩ t͡ɕi˧˥ mɨn˧˧/ ), encore souvent appelée Saïgon /saj.gɔ̃/ (en vietnamien : Sài Gòn /ʂaːj˨˩ ɣɔŋ˨˩/ ), qui fut le nom officiel jusqu'en 1976, est la plus grande ville du Viêt Nam et son poumon économique, devant la capitale Hanoï.
Hô Chi Minh-Ville, dont le statut correspond à celui d'une province vietnamienne, se divise en dix-neuf arrondissements et cinq districts possédant une superficie de 2 090 km2 pour une population de 8 224 400 habitants (2015) dans une région qui en compte 21 millions (2020).
Elle se trouve sur les rives de la rivière de Saïgon. Située à proximité du delta du Mékong, cette ville est la métropole du Sud du pays. Elle est emblématique du processus de métropolisation en Asie du Sud-Est. Elle n'était à l'origine qu'un village de pêcheurs khmer et devint à partir du XVIIe siècle une ville de peuplement vietnamien (et chinois) sous l'impulsion de la cour impériale des Nguyên à Hué. Pendant la colonisation française, elle fut d'abord la capitale de la colonie de Cochinchine, puis celle de l'Indochine française de 1887 à 1901. Après la partition du pays à la fin de la guerre d'Indochine, Saïgon devint en 1955 la capitale de la république du Viêt Nam.
Pendant la guerre du Viêt Nam, Saïgon était le siège du commandement américain ; son activité économique fut portée par la présence de centaines de milliers de soldats américains et son port était embouteillé par l'arrivée d'énormes importations de matériel. Sa prise par l'armée nord vietnamienne et le Viet Cong le 30 avril 1975 (chute de Saïgon), marqua la fin du conflit. Les vainqueurs débaptisèrent la ville au profit du nom de leur chef historique, Hô Chi Minh, mort plus de cinq années auparavant.
De nombreux Vietnamiens continuent de désigner l'ensemble de la ville sous le nom de « Saïgon », même si, officiellement, cette dénomination ne correspond plus qu'au seul centre de Hô Chi Minh-Ville.

## Toponymie
Les Khmers, premiers habitants des lieux, désignaient cette ville sous le nom de Prey Nokor (ព្រៃនគរ : la « ville de la  forêt »). Ce nom est toujours d'usage pour les Cambodgiens ainsi que pour la minorité Khmer Krom vivant dans le delta du Mékong.
À l'arrivée des Viêts au XVIIe siècle, la ville prit le nom usuel de Sài Gòn, dérivé de l'hydronyme Sông Sài Gòn, la rivière qui la traverse, tandis que le nom officiel, en usage jusqu'à la colonisation française, était Gia Định (« maison, bâtisse »).
L'odonyme Gia Định désigne ensuite la vieille ville de Saïgon avec sa citadelle construite par Olivier de Puymanel en 1790.
L’appellation Saïgon désigne le quartier de Cholon (Chợ Lớn, « grand marché »). D'autres appellations sont utilisées par les mandarins : Dong Nai, Phan Yen, Gia Dinh, et par les commerçants locaux : Ben Nghe et Ben Thanh.
Les Français, quant à eux, pérennisent le nom Sài Gòn, avec une orthographe francisée (qui se prononçait « Sa-ï-gon ») jusque dans les années 1920. De 1931 à 1956, ce nom sera officiellement associé à celui de Cholon, la ville limitrophe à forte communauté chinoise, avec laquelle elle sera fusionnée : Saïgon-Cholon, avant de reprendre le seul nom de Saïgon.
Après la Révolution d'août, le 23 septembre 1945, l'armée française reprit la ville. En août 1946, le Département du Centre-Sud a tenu une réunion, Tran Huu Nghiep proposa de changer le nom de Saïgon en Hô Chi Minh-Ville. Une résolution fut émise puis envoyée à l'Assemblée nationale ainsi qu'au gouvernement de la République démocratique du Vietnam cette proposition. Toutefois, en raison de nombreuses questions urgentes à résoudre, elle n'a pas été officiellement décidée.
Le 30 avril 1975, la République du Vietnam fut dissoute et le Gouvernement révolutionnaire provisoire de la République du Sud Vietnam prit le contrôle. La capitale, Saïgon, ainsi que la province de Gia Dinh et les deux districts voisins de Cu Chi et Phu Hoa sous la République du Vietnam furent fusionnés en une seule unité administrative nommée Saïgon-Gia Dinh. Le 2 juillet 1976, alors que la première Assemblée nationale du Vietnam unifié décida de changer le nom du pays en République socialiste du Vietnam, elle a en même temps changé une nouvelle fois le nom de la ville en Hô Chi Minh-Ville, en hommage au père de l'indépendance vietnamienne ainsi que premier président de la République démocratique du Vietnam : Hô Chi Minh.

## Histoire

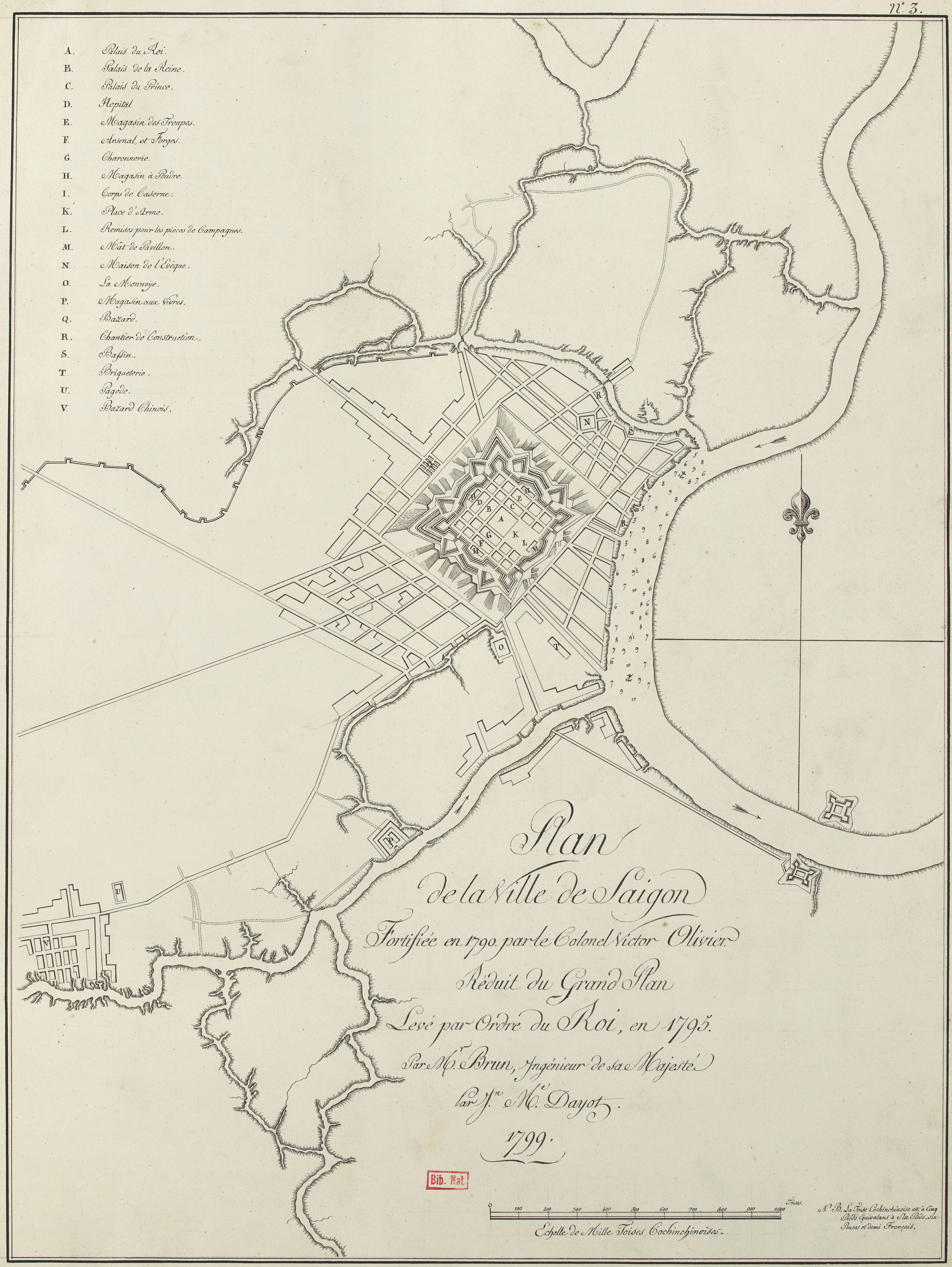
Plan en 1795.

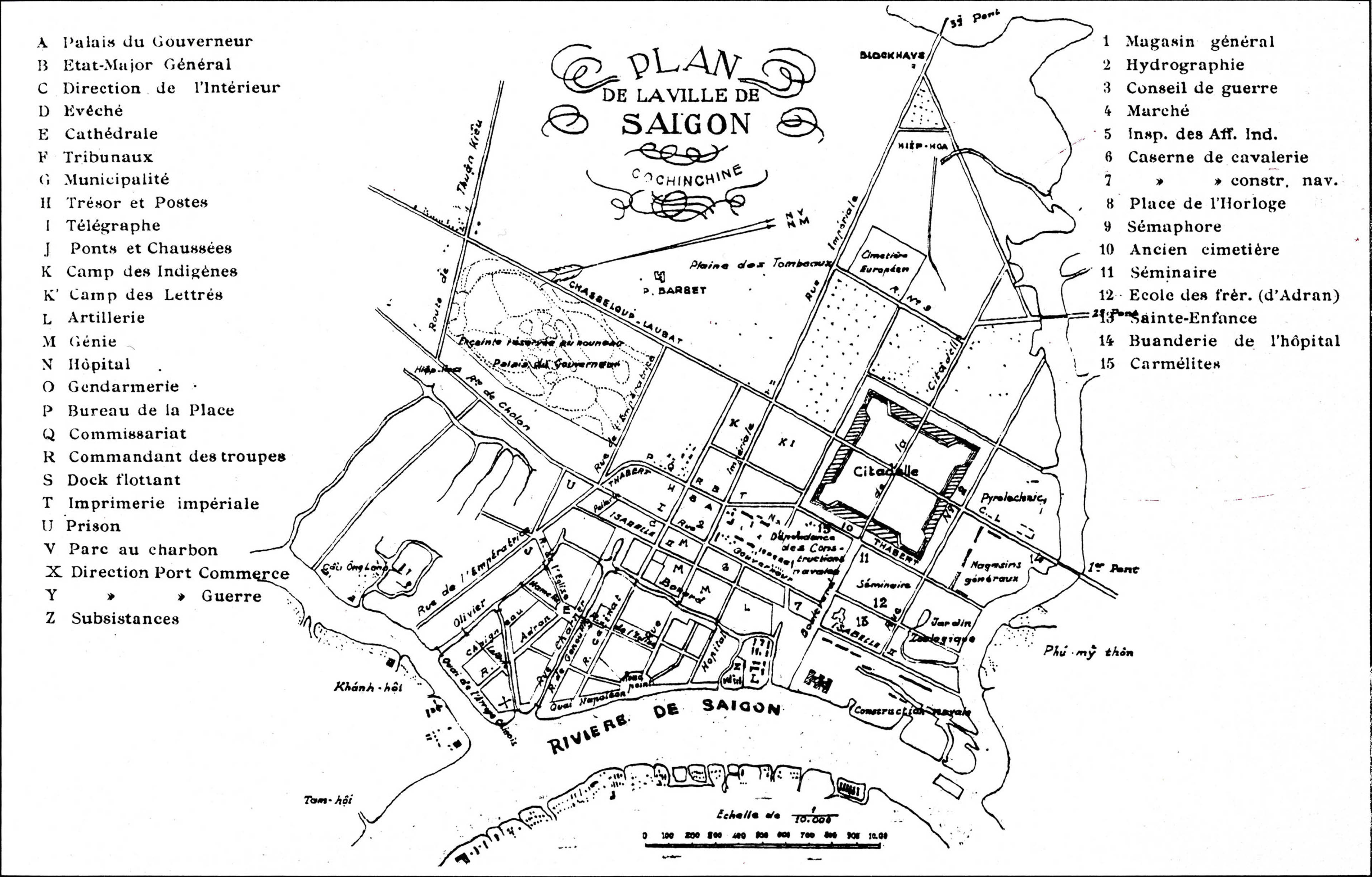
En 1867.

Durant la dynastie des rois Lê entre 1428 et 1789 au Vietnam, la route des épices attire les premiers missionnaires et commerçants européens vers le XVIe siècle. Le pays était divisé et concurrencé par deux forces seigneuriales, les Trinh au nord du pays et les Nguyễn au sud. Les Occidentaux appelaient la basse Cochinchine la partie gouvernée par les Nguyễn, dont Saïgon devient la capitale.
La première présence vietnamienne dans l'actuelle Ho Chi Minh-Ville remonte au début du XVIIe siècle lorsque le seigneur Nguyễn établit une station fiscale en 1623, et quand un officier des seigneurs Nguyễn établit un poste militaire à Tan My, dans la région actuelle de Saïgon en 1679. Le gouverneur des nouvelles terres, le général Nguyen Huu Kinh, crée la préfecture de Gia Định en 1698. La région de Saïgon devient le district de Tan Binh où se retrouve le siège de l'administration et d’où l’autorité des Nguyễn rayonne sur la Cochinchine.
Le nom de Saïgon a été mentionné pour la première fois par le philosophe et encyclopédiste Le Quy Don en 1776 dans son œuvre Phủ Biên Tạp Lục (Chroniques de la frontière). Après la prise de la ville le 17 février 1859 par une flotte franco-espagnole sous le commandement de l'amiral Charles Rigault de Genouilly, les forces vietnamiennes de l'empereur Tự Đức assiègent Saïgon sans succès de mars 1860 à février 1861. Gia Dinh ou Saïgon est le chef-lieu d’une des trois provinces, avec celles de Mytho et de Biên Hòa, qui, avec l’archipel de Côn Đảo, ont été cédées aux Français par l’empereur d’Annam Tự Đức, dans le cadre du traité de Saïgon en 1862.
L’urbanisme est repensé, le plan de Saïgon concernant les constructions nouvelles, en pierres, est celui d’une ville de colonisation, géométrique comme les villes romaines ou les villes américaines du Nouveau Monde. La ville moderne possède bientôt tous les bâtiments qui suivent les progrès scientifiques de l’époque, avec l’hôpital de la marine dès 1873, la cathédrale Notre-Dame de Saïgon construite entre 1877 et 1880, la gare de Saïgon en 1881 avec l'arrivée du premier train entre Mytho et Saïgon, un Hôtel des Postes en 1891, le théâtre municipal en 1900, l’Hôtel de ville en 1907. Les Français surnomment la ville « la Perle de l’Extrême-Orient ».
L'Armée japonaise occupe la ville entre août 1941 et août 1945. Après la capitulation japonaise, les Français reprennent facilement le 23 septembre 1945 le contrôle de Saïgon, tenue par le Viêt Minh, mais ne peuvent empêcher le massacre des civils français par les Vietnamiens qui va suivre. Le 25 septembre 1945, dans le quartier de Héraud situé dans la banlieue nord de Saïgon, une centaine de civils français, européens, ainsi que des métis sont massacrés par des Vietnamiens armés qui prennent d'assaut le quartier. Pendant plusieurs heures, hommes, femmes, enfants, sont tués, violés et mutilés. Les assaillants prennent également en otage une centaine de Français. Il s'agit du plus important massacre commis contre des civils français en Indochine, avec celui de Hanoï en décembre 1946 où 43 civils sont massacrés par des Vietnamiens.
La ville devient ensuite le théâtre d'un important procès (en) destiné à juger les criminels de guerre japonais.
Le 14 juin 1949, la ville devient la capitale de l'État du Viêt Nam jusqu'en 1955, puis de la république du Viêt Nam  du 26 octobre 1955 (date de la création de l'État sud vietnamien) jusqu'au 30 avril 1975 (date de la conquête de la ville par les forces nord vietnamiennes aidées par le les troupes du Viet Cong et de la fin de la République du Viet Nam) .

## Climat
La saison des pluies, qui commence au mois de mai et s'achève au début du mois de septembre, est marquée par des pluies torrentielles. Il pleut pratiquement tous les jours. La saison sèche débute en novembre et se termine en avril. Le mois d'avril est souvent le plus chaud de l'année.
| Mois                              | jan. | fév. | mars | avril | mai   | juin  | jui.  | août  | sep.  | oct.  | nov.  | déc. | année |
| --------------------------------- | ---- | ---- | ---- | ----- | ----- | ----- | ----- | ----- | ----- | ----- | ----- | ---- | ----- |
| Température minimale moyenne (°C) | 21,1 | 22,5 | 24,4 | 25,8  | 25,2  | 24,6  | 24,3  | 24,3  | 24,4  | 23,9  | 22,8  | 21,4 | 23,7  |
| Température maximale moyenne (°C) | 31,6 | 32,9 | 33,9 | 34,6  | 34    | 32,4  | 32    | 31,8  | 31,3  | 31,2  | 31    | 30,8 | 32,3  |
| Précipitations (mm)               | 13,8 | 4,1  | 10,5 | 50,4  | 218,4 | 311,7 | 293,7 | 269,8 | 327,1 | 266,7 | 116,5 | 48,3 | 1 931 |

## Subdivisions administratives

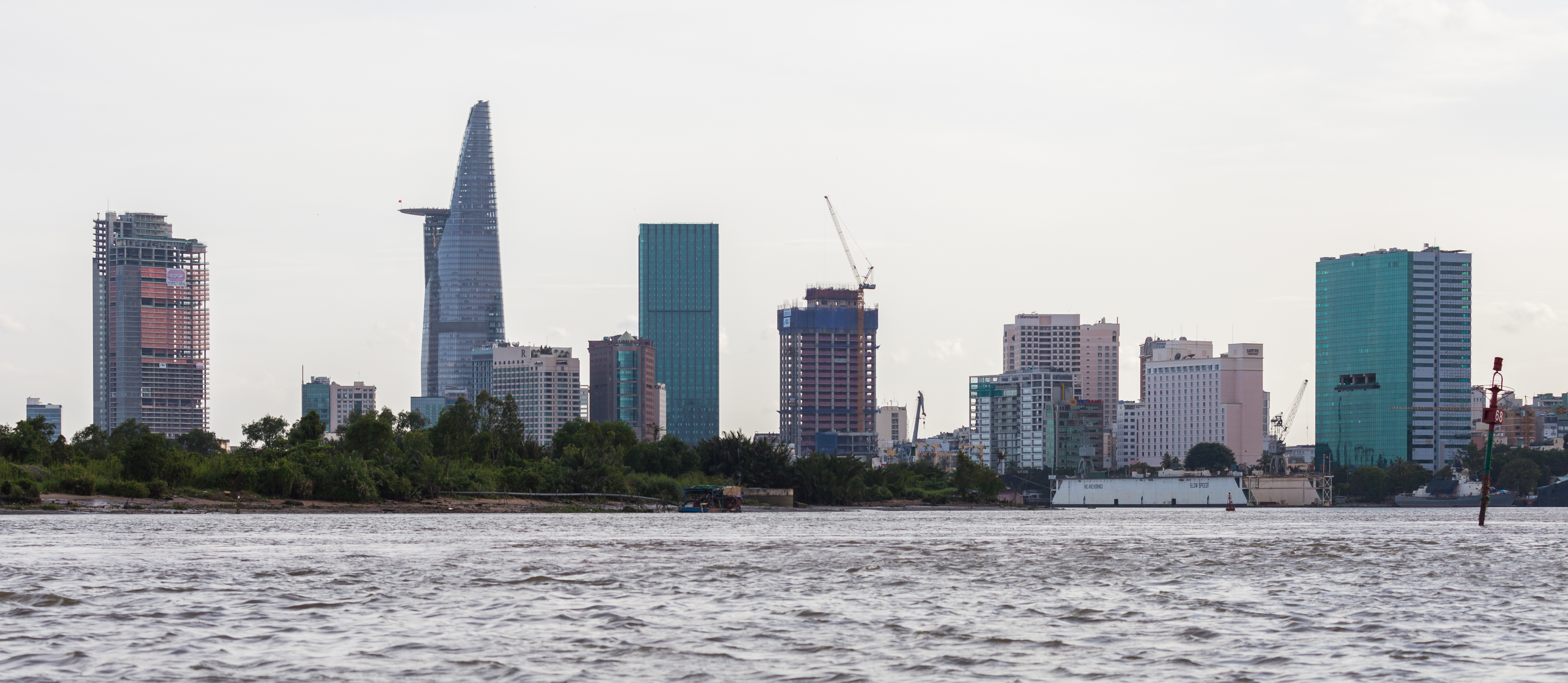
Saïgon en panoramique.

Hô Chi Minh-Ville (anciennement Saïgon) est une municipalité ayant le même niveau qu’une province du Vietnam. La ville a été divisée en 24 divisions administratives (ou districts) depuis décembre 2003.
Cinq de ces divisions (superficie : 1 601 km2) sont désignées comme rurales (huyện). Les districts ruraux sont Bình Chánh, Cần Giờ, Củ Chi, Hóc Môn et Nhà Bè. Chaque district rural forme un canton (thị trấn) et est composé de communes (xã).
Les 19 districts restants (superficie : 494 km2) sont désignés urbains ou suburbains (quận). Cela comprend les arrondissements numérotés de 1 à 12, ainsi que les districts de Bình Tan, Bình Thạnh, Gò Vấp, Phú Nhuận, Tân Bình, Tân Phú et Thủ Đức. Chaque arrondissement ou quân est divisé en quartiers (phường).
Depuis décembre 2006, la ville a 259 quartiers, 58 communes et 5 cantons :
| Liste des districts et arrondissements de Hô Chi Minh-Ville (anciennement Saïgon) | Liste des districts et arrondissements de Hô Chi Minh-Ville (anciennement Saïgon) | Liste des districts et arrondissements de Hô Chi Minh-Ville (anciennement Saïgon) | Liste des districts et arrondissements de Hô Chi Minh-Ville (anciennement Saïgon) | Liste des districts et arrondissements de Hô Chi Minh-Ville (anciennement Saïgon) | Liste des districts et arrondissements de Hô Chi Minh-Ville (anciennement Saïgon) | Liste des districts et arrondissements de Hô Chi Minh-Ville (anciennement Saïgon) | Liste des districts et arrondissements de Hô Chi Minh-Ville (anciennement Saïgon) |
| Nom d'arrondissement (depuis décembre 2003)                                       | Subdivision (depuis décembre 2006)                                                | Superficie (km2) (depuis décembre 2006)                                           | Population au 1er octobre 2004                                                    | Population au milieu de l’année 2005                                              | Population au milieu de l’année 2006                                              | Population au milieu de l’année 2007                                              | Population d’après le recensement du 1er avril 2009                               |
| --------------------------------------------------------------------------------- | --------------------------------------------------------------------------------- | --------------------------------------------------------------------------------- | --------------------------------------------------------------------------------- | --------------------------------------------------------------------------------- | --------------------------------------------------------------------------------- | --------------------------------------------------------------------------------- | --------------------------------------------------------------------------------- |
| 12 arrondissements urbains (quận)                                                 |                                                                                   |                                                                                   |                                                                                   |                                                                                   |                                                                                   |                                                                                   |                                                                                   |
| 1er arrondissement                                                                | 10 quartiers                                                                      | 7,73                                                                              | 198 032                                                                           | 199 899                                                                           | 200 768                                                                           | 203 214                                                                           | 178 878                                                                           |
| 2e arrondissement                                                                 | 11 quartiers                                                                      | 49,74                                                                             | 125 136                                                                           | 126 084                                                                           | 130 189                                                                           | 133 257                                                                           | 145 981                                                                           |
| 3e arrondissement                                                                 | 14 quartiers                                                                      | 4,92                                                                              | 201 122                                                                           | 199 297                                                                           | 199 172                                                                           | 201 515                                                                           | 189 764                                                                           |
| 4e arrondissement                                                                 | 15 quartiers                                                                      | 4,18                                                                              | 180 548                                                                           | 185 268                                                                           | 189 948                                                                           | 190 325                                                                           | 179 640                                                                           |
| 5e arrondissement                                                                 | 15 quartiers                                                                      | 4,27                                                                              | 170 367                                                                           | 192 157                                                                           | 191 258                                                                           | 195 841                                                                           | 170 462                                                                           |
| 6e arrondissement                                                                 | 14 quartiers                                                                      | 7,19                                                                              | 241 379                                                                           | 243 416                                                                           | 248 820                                                                           | 252 816                                                                           | 251 912                                                                           |
| 7e arrondissement                                                                 | 10 quartiers                                                                      | 35,69                                                                             | 159 490                                                                           | 163 608                                                                           | 176 341                                                                           | 198 958                                                                           | 242 284                                                                           |
| 8e arrondissement                                                                 | 16 quartiers                                                                      | 19,18                                                                             | 360 722                                                                           | 366 251                                                                           | 373 086                                                                           | 380 330                                                                           | 404 976                                                                           |
| 9e arrondissement                                                                 | 13 quartiers                                                                      | 114,00                                                                            | 202 948                                                                           | 207 696                                                                           | 214 345                                                                           | 221 314                                                                           | 255 036                                                                           |
| 10e arrondissement                                                                | 15 quartiers                                                                      | 5,72                                                                              | 235 231                                                                           | 235 370                                                                           | 238 799                                                                           | 241 052                                                                           | 227 226                                                                           |
| 11e arrondissement                                                                | 16 quartiers                                                                      | 5,14                                                                              | 224 785                                                                           | 225 908                                                                           | 227 220                                                                           | 229 616                                                                           | 226 620                                                                           |
| 12e arrondissement                                                                | 11 quartiers                                                                      | 52,78                                                                             | 290 129                                                                           | 299 306                                                                           | 306 922                                                                           | 329 751                                                                           | 401 894                                                                           |
| 7 districts suburbains (quận)                                                     |                                                                                   |                                                                                   |                                                                                   |                                                                                   |                                                                                   |                                                                                   |                                                                                   |
| District de Bình Tân                                                              | 10 quartiers                                                                      | 51,89                                                                             | 398 712                                                                           | 403 643                                                                           | 447 173                                                                           | 469 201                                                                           | 572 796                                                                           |
| District de Bình Thạnh                                                            | 20 quartiers                                                                      | 20,76                                                                             | 423 896                                                                           | 435 300                                                                           | 449 943                                                                           | 468 208                                                                           | 451 526                                                                           |
| District de Gò Vấp                                                                | 16 quartiers                                                                      | 19,74                                                                             | 452 083                                                                           | 468 468                                                                           | 496 905                                                                           | 514 518                                                                           | 515 954                                                                           |
| District de Phú Nhuận                                                             | 15 quartiers                                                                      | 4,88                                                                              | 175 293                                                                           | 175 716                                                                           | 175 825                                                                           | 180 511                                                                           | 174 497                                                                           |
| District de Tân Bình                                                              | 15 quartiers                                                                      | 22,38                                                                             | 397 569                                                                           | 394 281                                                                           | 387 681                                                                           | 399 943                                                                           | 412 796                                                                           |
| District de Tân Phú                                                               | 11 quartiers                                                                      | 16,06                                                                             | 366 399                                                                           | 372 519                                                                           | 376 855                                                                           | 386 573                                                                           | 397 635                                                                           |
| District de Thủ Đức                                                               | 12 quartiers                                                                      | 47,76                                                                             | 336 571                                                                           | 346 329                                                                           | 356 088                                                                           | 368 032                                                                           | 442 110                                                                           |
| Total des districts intérieurs                                                    | 259 quartiers                                                                     | 494,01                                                                            | 5 140 412                                                                         | 5 240 516                                                                         | 5 387 338                                                                         | 5 564 975                                                                         | 5 841 987                                                                         |
| 5 districts ruraux (huyện)                                                        |                                                                                   |                                                                                   |                                                                                   |                                                                                   |                                                                                   |                                                                                   |                                                                                   |
| District de Bình Chánh                                                            | 15 communes et 1 canton                                                           | 252,69                                                                            | 304 168                                                                           | 311 702                                                                           | 330 605                                                                           | 347 278                                                                           | 421 996                                                                           |
| District de Cần Giờ                                                               | 6 communes et 1 canton                                                            | 704,22                                                                            | 66 272                                                                            | 66 444                                                                            | 67 385                                                                            | 68 535                                                                            | 68 213                                                                            |
| District de Củ Chi                                                                | 20 communes et 1 canton                                                           | 434,50                                                                            | 288 279                                                                           | 296 032                                                                           | 309 648                                                                           | 321 663                                                                           | 343 132                                                                           |
| District de Hóc Môn                                                               | 11 communes et 1 canton                                                           | 109,18                                                                            | 245 381                                                                           | 251 812                                                                           | 254 598                                                                           | 271 506                                                                           | 348 840                                                                           |
| District de Nhà Bè                                                                | 6 communes et 1 canton                                                            | 100,41                                                                            | 72 740                                                                            | 73 432                                                                            | 74 945                                                                            | 76 985                                                                            | 99 172                                                                            |
| Total des districts ruraux                                                        | 58 communes et 5 cantons                                                          | 1 601,00                                                                          | 976 839                                                                           | 999 422                                                                           | 1 037 181                                                                         | 1 085 967                                                                         | 1 281 353                                                                         |
| Ville entière                                                                     | 259 quartiers, 58 communes et 5 cantons                                           | 2 095,01                                                                          | 6 117 251                                                                         | 6 239 938                                                                         | 6 424 519                                                                         | 6 650 942                                                                         | 7 123 340                                                                         |

## Espace urbain et monuments

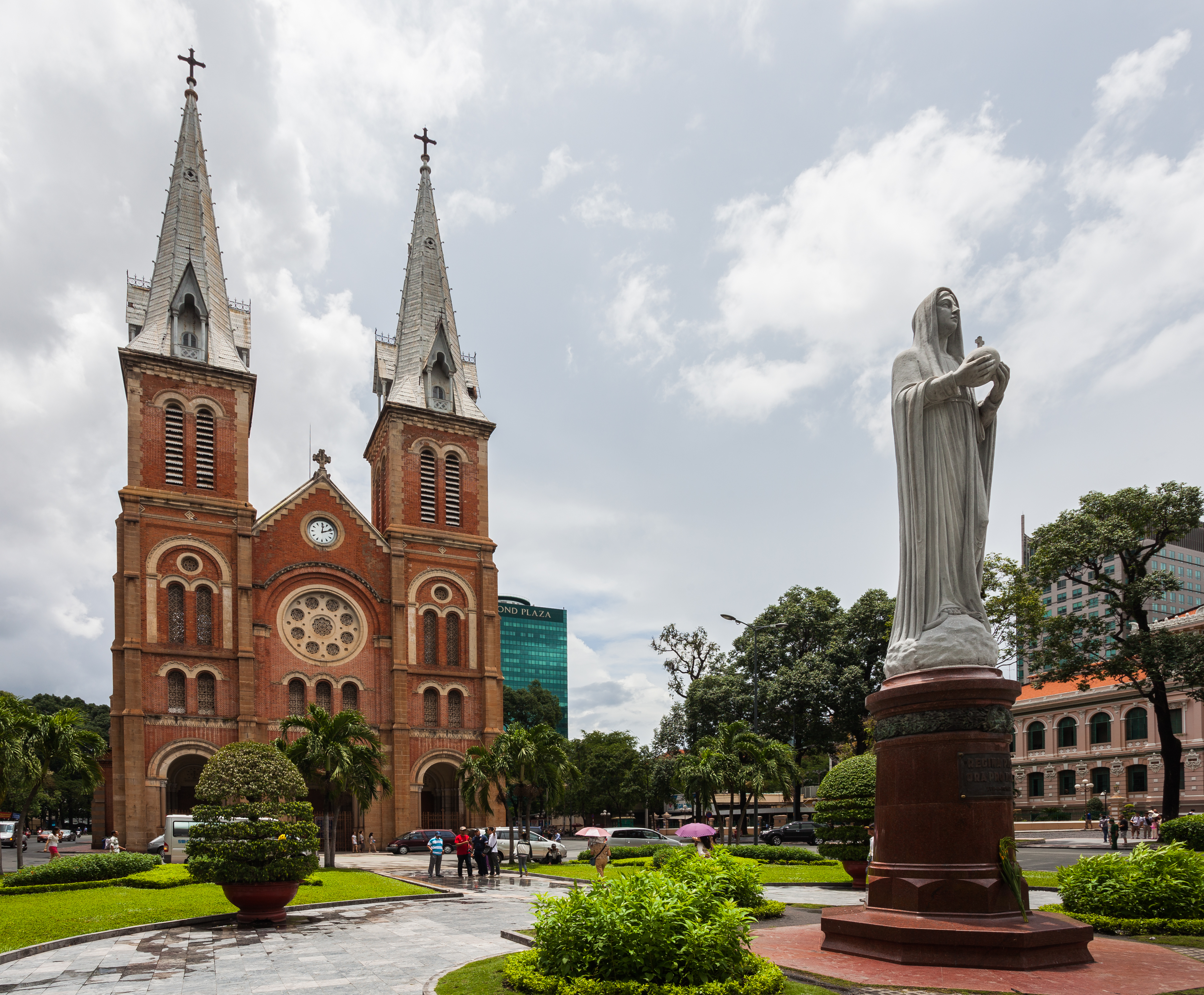
Cathédrale Notre-Dame de Saïgon.

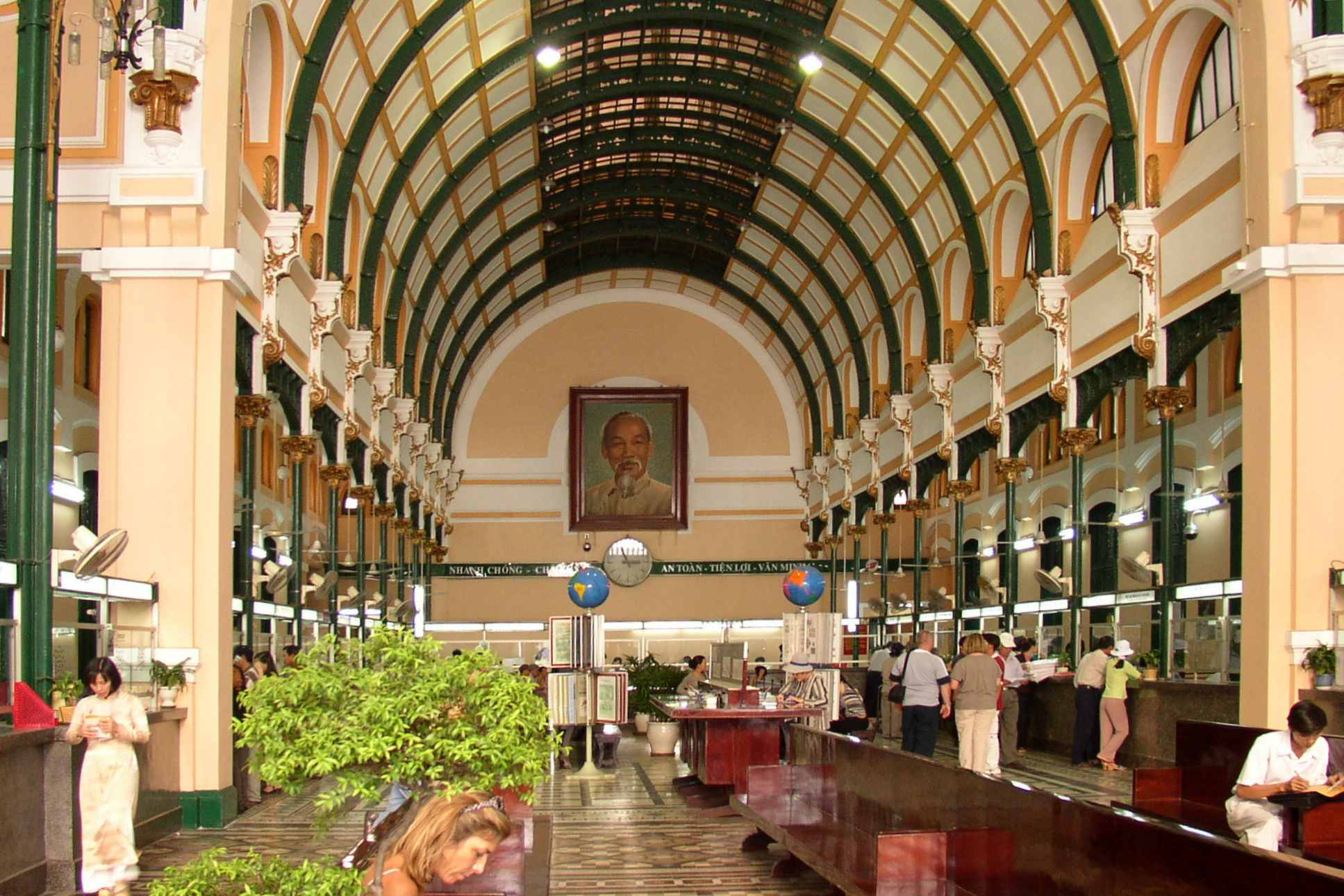
L'intérieur de la Grande Poste.

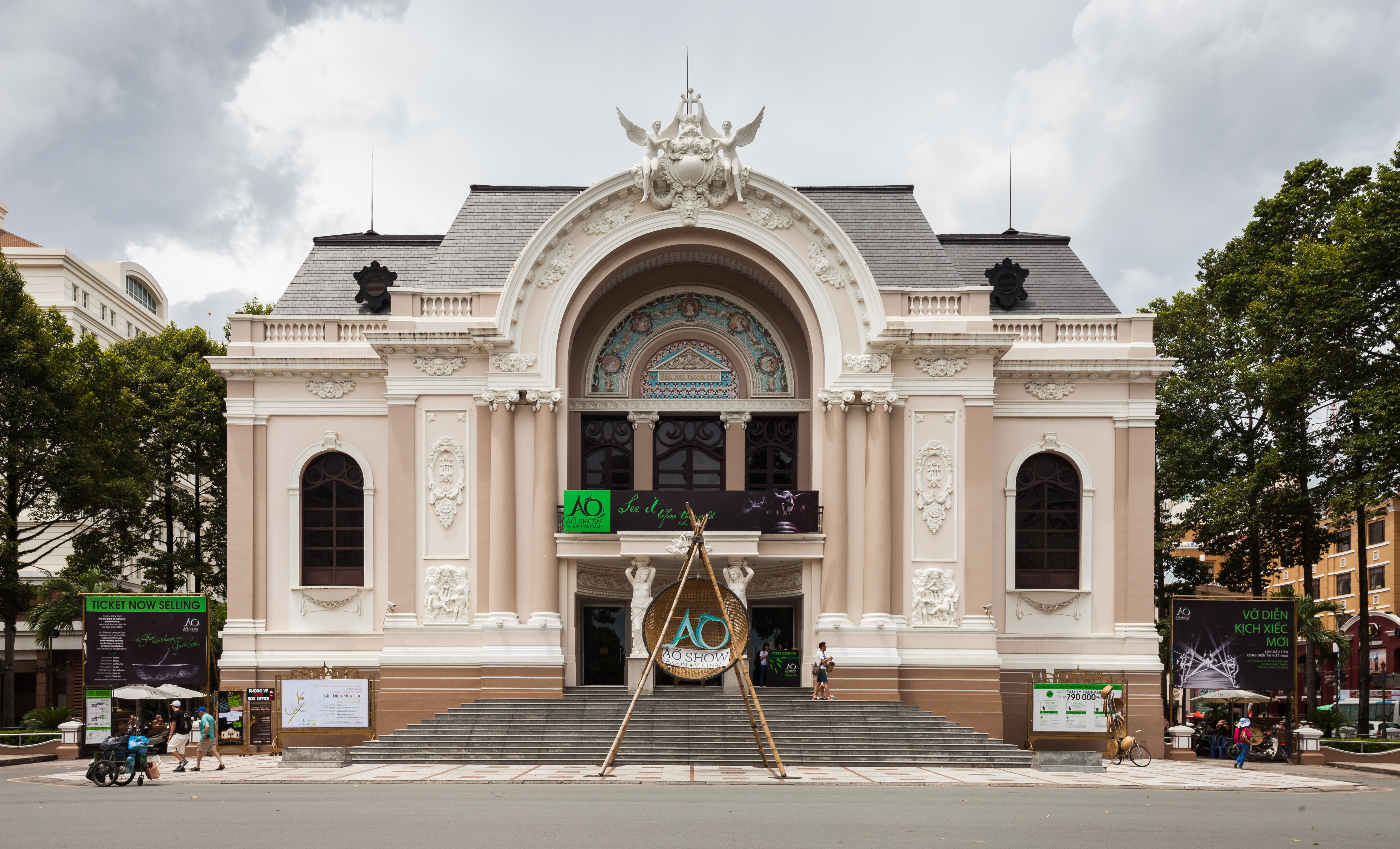
Opéra de Saïgon.

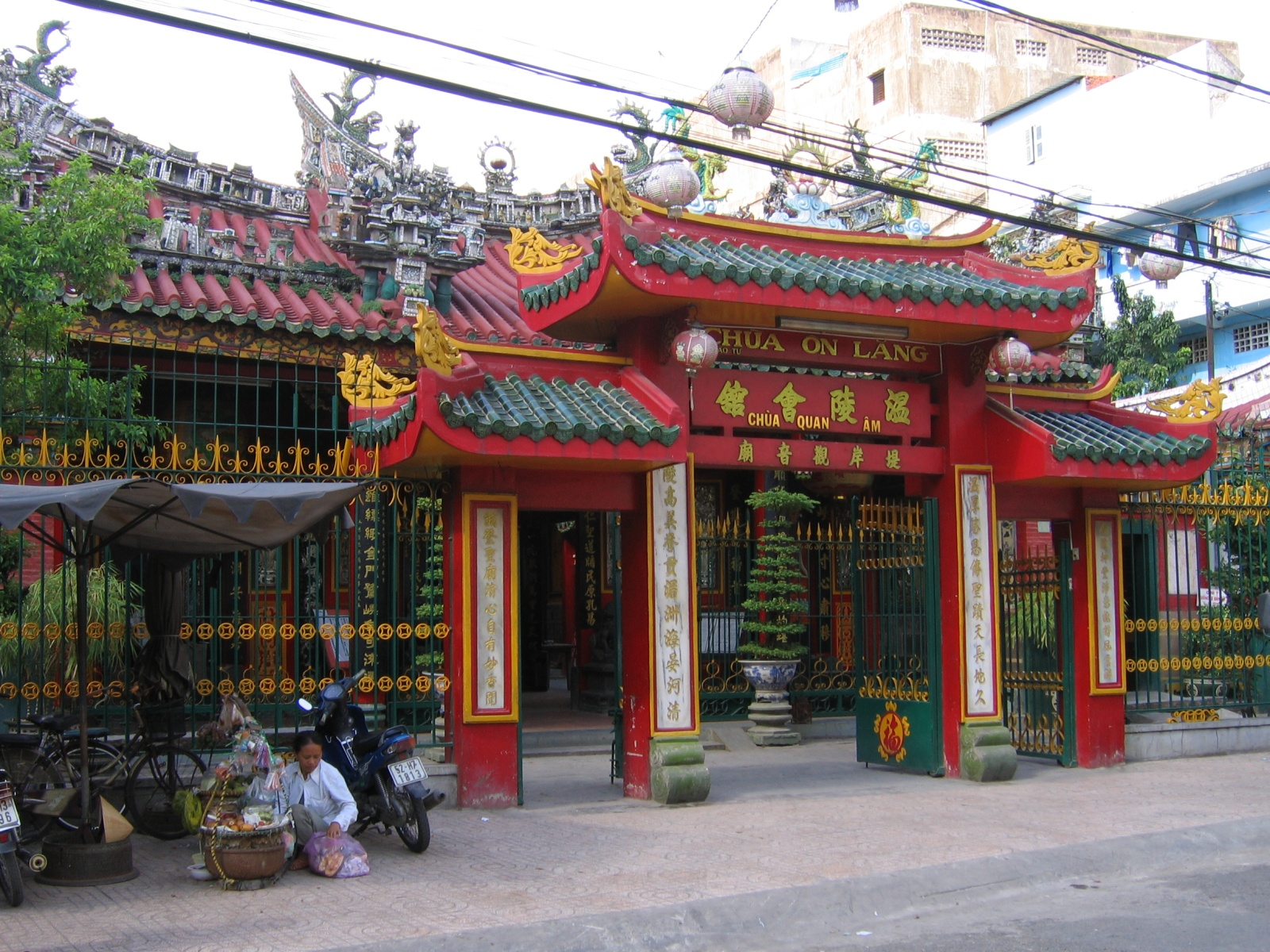
Une pagode de Hô Chi Minh-Ville.

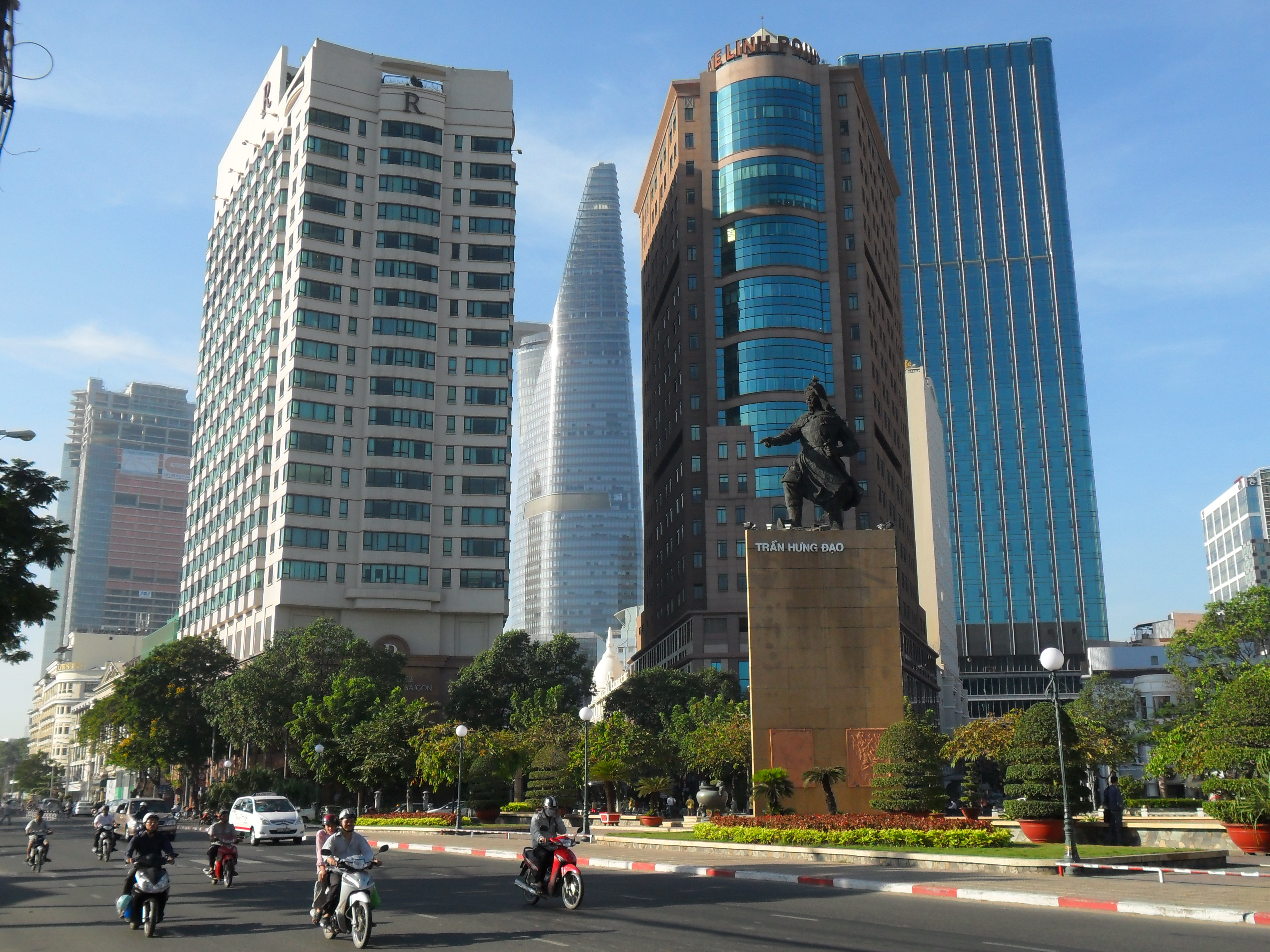
Immeubles de Hô Chi Minh-Ville.

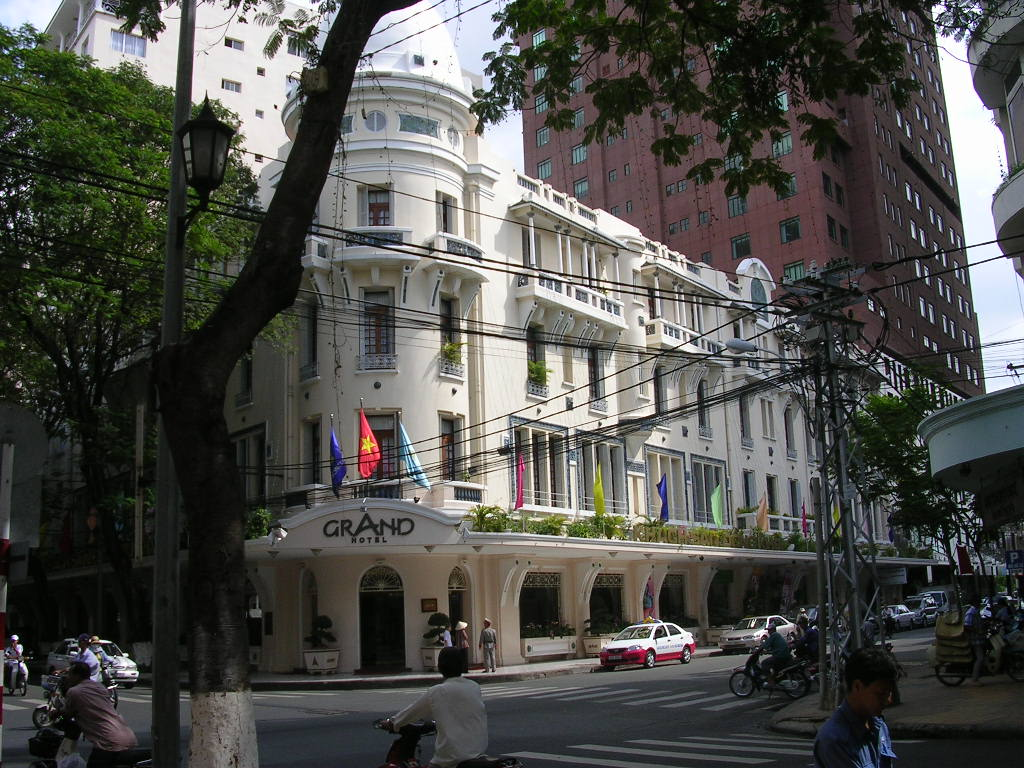
Le Grand Hôtel, construit du temps de l'Indochine française.

Avant de devenir vietnamienne, Saïgon était le plus important port du Cambodge, sous le nom de Prey Kor (ព្រៃគរ). Occupé par des Annamites dès le XVIIe siècle, le site est alors baptisé Saïgon, puis entouré de murailles au XVIIIe siècle, avant d'être conquis par les Français en 1859. Saïgon sera alors connu pendant des années comme le « Paris de l'Extrême-Orient », bénéficiant d'un urbanisme espacé à la française[Information douteuse]. La brochure Indo-Chine du Comité de tourisme colonial du Touring club de France note en 1910 :
« Saïgon se présente sous l'aspect d'un immense parc auquel la magnificence des plantes et le coloris de fleurs gigantesques contribuent à donner à cette cité, sur les autres villes d'Extrême-Orient, la supériorité de l'élégance. On peut passer agréablement une semaine à Saïgon. »
Aujourd'hui, Hô Chi Minh-Ville a perdu l'essentiel de son patrimoine colonial en dehors des monuments et totalement perdu son caractère de « parc urbain ». Sa réputation est celle d'une ville suractive et bruyante, qui a abandonné la palme du charme colonial à des villes telles que Phnom Penh, Vientiane ou surtout la beaucoup plus petite Luang Prabang.
Parmi les monuments les plus connus de la ville, on compte :
Sur la rue Đồng Khởi (ex-rue Catinat)
- La cathédrale Notre-Dame, en brique rouge importée de Toulouse, sur le modèle de la cathédrale Notre-Dame de Paris, avec des dimensions inférieures.
- Sur le côté la grande poste centrale figurent deux cartes coloniales préservées à l'entrée.
- L'hôtel Continental, construit en 1880 par Pierre Cazeau, l'écrivain André Malraux et sa femme y résidèrent entre 1924 et 1925[16].
- L'hôtel Majestic, construit en 1925 pour la compagnie Huibon Hoa (créé par des associés originaires de Chine) dans le style colonial français[17].
- L'opéra ou « théâtre municipal » construit sur le modèle du Petit Palais à Paris, en 1900.

Sur le boulevard Nguyễn Huệ (ex-boulevard Charner)
- Le très bel hôtel de ville de Hô Chi Minh-Ville

Sur le boulevard Lê Duẩn (ex-boulevard Norodom)
- le palais de la réunification (ex-palais présidentiel construit à l'emplacement du palais de Norodom).

Édifices religieux, à part la cathédrale Notre-Dame
- Les nombreuses pagodes que compte la ville : la pagode de l'empereur de Jade, la pagode Giac Lam, la pagode Vinh Nghîem, notamment
- Le Temple de Mariamman, un temple hindou situé rue Trương Định (ex-rue Lareynière)
- La mosquée indienne rue Đông Du (ex-rue de l'Amiral-Dupré)
- L'église Saint-François-Xavier dans le quartier chinois de Cholon dont l'intérieur est un mélange de néogothique et de chinois. Le Christ est salué par des gongs
- Le temple dédié à la déesse Thien Hau, protectrice des navigateurs, situé également à Cholon (rue Nguyen Trai) et construit dans le style chinois.

Lycée
- Le lycée d'élite Le Hong Phong a porté jadis le nom du grand lettré vietnamien Truong-Vinh-Ky.

Marchés
- Marché Bên Thành (le plus touristique de la ville, non le plus grand)
- Marché Bình Tây dans le quartier chinois de Cholon (qui veut dire « grand marché » en vietnamien).

Musées
- Musée de Hô Chi Minh-Ville, situé dans les anciens locaux de la Compagnie des messageries maritimes, bâtiment en brique et plus ancien vestige français. En effet, Saïgon a été la tête de ligne asiatique du transport maritime de passagers et de fret, entre Marseille et l'Extrême-Orient pendant la période coloniale. Le musée est parfois appelé musée de la Révolution. Une panoplie d'avions, hélicoptères et autres véhicules sont exposés dans les jardins
- Musée des vestiges de guerre[18].

Gratte-ciel
La tour financière Bitexco, construite par l'agence AREP. Avec 262 m de hauteur, il était le plus haut gratte-ciel du pays de 2010 au 24 janvier 2011, date de l'inauguration de la tour Keangnam de Hanoï « Landmark 72 ».

## Démographie

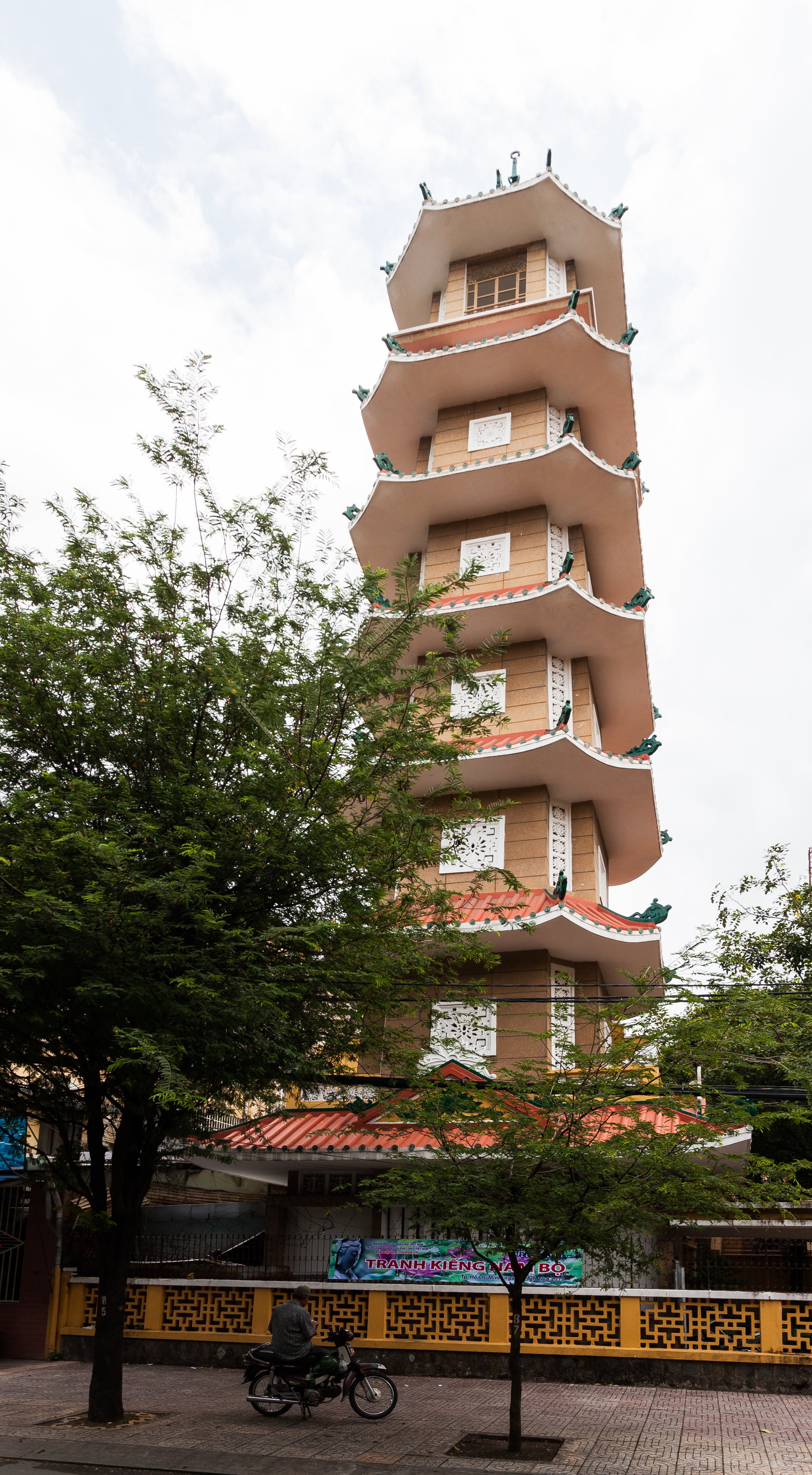
La pagode Xá Lợi.

Le recensement du 1er octobre 2004 a enregistré une population totale de 6 117 251 habitants (dont 5 140 412 pour les 19 districts intérieurs et 976 839 pour les 5 communes de l'agglomération). En 2007 la population de la ville était de 6 650 942 habitants (dont 5 564 975 pour les districts intérieurs et 1 085 967 pour les 5 communes de l'agglomération). Le recensement de 2009 a enregistré une population totale de 7 123 340 personnes, soit environ 8,3 % de la population totale du Viêt Nam, ce qui en fait la plus grande agglomération du pays. Comme unité administrative, sa population est aussi la plus importante au niveau provincial. Comme premier centre économique et financier du Vietnam, Hô Chi Minh-Ville est la première destination pour les immigrants, ce qui explique la croissance dynamique de sa population. Ainsi, depuis 1999, la population de la ville croît de plus de 200 000 personnes par an.
Depuis 1995, l'évolution de la population de Hô Chi Minh-Ville a été :
| 1995      | 1996      | 1997      | 1998      | 1999      | 2000      | 2001      |
| --------- | --------- | --------- | --------- | --------- | --------- | --------- |
| 4 640 400 | 4 747 900 | 4 852 300 | 4 957 300 | 5 073 100 | 5 274 900 | 5 454 000 |

| 2002      | 2003      | 2004      | 2005      | 2006      | 2007      | 2008      |
| --------- | --------- | --------- | --------- | --------- | --------- | --------- |
| 5 619 400 | 5 809 100 | 6 007 600 | 6 230 900 | 6 483 100 | 6 725 300 | 6 946 100 |

| 2009      | 2010      | 2011      | 2012      | 2013      | 2014      | 2015      |
| --------- | --------- | --------- | --------- | --------- | --------- | --------- |
| 7 196 100 | 7 378 000 | 7 517 900 | 7 663 800 | 7 818 200 | 8 244 400 | 8 307 900 |

| 2016      | 2017      | 2018      | 2019      | 2020      | 2021      | - |
| --------- | --------- | --------- | --------- | --------- | --------- | - |
| 8 441 902 | 8 446 000 | 8 843 200 | 9 038 600 | 9 227 600 | 9 166 800 | - |

| Histogramme de l'évolution démographique de Hô Chi Minh-Ville |
|                                                               |

La majorité de la population est d'origine vietnamienne (Kinh) pour environ 90 %. Les minorités se répartissent entre les Chinois (Hoa) pour 8 % (la plus grande communauté chinoise au Viêt Nam), et les Khmers, Chams, Nungs et Rhades pour 2 %. Les habitants de Hô Chi Minh-Ville sont généralement connus sous le nom de « Saïgonnais » en français, Saigonese en anglais et Dân Sài Gòn en vietnamien. Il y aurait aussi environ 2 500 « Amérasiens », c'est-à-dire des Vietnamiens nés d'unions entre des soldats Américains, et de jeunes Vietnamiennes durant la guerre du Vietnam, entre 1961 et 1975, quand l'armée Américaine était bien présente à Saïgon, et au Sud-Vietnam. Ils seraient plusieurs milliers, ou dizaine de milliers au Vietnam, et généralement, ils ne parlent pas Anglais, mais Vietnamien. Jadis marginalisés, leur situation s'améliore depuis le début des années 2000.
Les Kinh parlent vietnamien avec différents accents régionaux : le sud (50 %), le nord (30 %) et le centre du Vietnam (20 %), tandis que les Hoa parlent également le cantonais, le teochew (Chaozhou), le hokkien, le hainanais et le hakka qui sont des dialectes chinois. Très peu parlent le mandarin. L'anglais est parlé principalement dans les activités du tourisme et du commerce, et par les plus jeunes (23 % de la population de la ville comprendrait ou parlerait l'anglais). 5 000 personnes environ auraient l'anglais en langue maternelle : ce sont surtout des enfants de migrants partis aux États-Unis après 1975 (ou avant), et qui reviennent au pays pour investir, ou ouvrir des commerces, ou entreprises. Jadis langue coloniale avant 1955, le français ne serait plus parlé ou compris que par environ 1 000 personnes, surtout des personnes âgées, ou des étudiants.
Selon certains chercheurs la répartition des communautés religieuses est la suivante : les bouddhistes (dont le taoïsme et le confucianisme) pour 80 %, les catholiques pour 11 %, les protestants pour 2 %, les autres religions (caodaïsme, Hoa Hao, islam, hindouisme, foi Baha'ie) pour 2 %, sans religion pour 5 %.

### Migration de populations rurales
La population de la ville de Saïgon a atteint 706 000 habitants parmi lesquels 244 717 d’entre eux vivent dans le milieu urbain de Saïgon et dans le Chinatown de la ville, selon le recensement réalisé en 1916[réf. nécessaire].
La population de l’agglomération Saïgon-Cholon a progressé de 256 000 habitants en 1936-1939 à 492 000 en 1946 pour atteindre environ 1 600 000 en 1952, tandis qu’au cours de la même période les surfaces des rizières cultivées diminuaient de près de la moitié, rétrogradant de 2 300 000 ha (moyenne des années de l'Entre-deux-guerres) à 1 287 000 ha en 1951.
En 1976, la population du grand territoire de Hô Chi Minh-Ville est de 3,5 millions d’habitants. La plus grande croissance a eu lieu durant la période de 1945 à 1975 en raison du déplacement des habitants ruraux vers la métropole. Cet exode est causé par la guerre indochinoise et américaine.
Durant l’année 1976 à 1985, la population de la ville de Ho Chi Minh stagne à 3,5 millions à cause de l’exode de ses habitants vers les pays dans la région de l’Asie du Sud-Est, l’Australie ou soit en Occident comme les États-Unis, le Canada et l’Europe après la guerre avec le Vietnam. Le gouvernement communiste mobilise approximativement 840 000 personnes du milieu rural et les transfèrent à Hô Chi Minh-Ville.
Le gouvernement tente de contrôler la croissance de la population dans la ville de Ho Chi Minh au moyen d’un système de registre sur les ménages qui a pour but de réglementer et de rendre difficile aux personnes sans permis de rester dans la ville légalement. Les permis sont octroyés aux gens employés par l’État, les entreprises locaux et aux épouses des résidents légaux.
Le gouvernement offre une subvention alimentaire par l’entremise de coupons aux résidents légaux dans le cadre de son programme de contrôle de la population dans la ville. Cependant, les cadeaux et l’assistance monétaire envoyés par la diaspora vietnamienne à l’étranger rend le programme de subvention alimentaire insignifiant.
Entre 1984 et 1989, l’influx net de la population vers Hô Chi Minh-Ville compte seulement 74 355 personnes. En 1989, la population selon les recensements officiels de l’État est de 3,9 millions d’habitants.
En 1998, la population de Hô Chi Minh-Ville s’élève à 5,1 millions d’habitants, ce qui s’explique par les vagues de migrations massives des autres provinces à cause de la réforme économique « Đổi mới ». Cette politique permet à la ville de Ho Chi Minh d’être la force motrice économique du pays et attire la masse du milieu rural pour déboucher des occasions d’affaires dans la métropole.
De 1999 à 2004, on estime qu’un peu plus d’un million d’habitants sont déménagés vers la métropole, ce qui représente une moyenne de 206 000 personnes par année. Par rapport aux chiffres des décennies précédentes, la période de 1999 à 2004 a vu tripler l’influx de migrant. Ces données démontrent que 30 % de la population dans la ville de Ho Chi Minh sont des migrants ruraux.
Migration à Hô Chi Minh-Ville durant la période de 1994-1999 
|                         | Nombre de migrants à Hô Chi Minh-Ville | Nombre total de migrants des différentes provinces qui déménagent ailleurs au Vietnam sauf Hô Chi Minh-Ville | Moyenne % |
| ----------------------- | -------------------------------------- | --- | --------- |
| Haute terre du nord     | 16 053                                 | 331 315 | 4,8       |
| Delta du fleuve rouge   | 54 650                                 | 482 811 | 11,3      |
| Centre nord             | 48 199                                 | 319 913 | 15,1      |
| - Thanh Hóa             | 13 898                                 | 108 769 | 12,8      |
| - Thừa Thiên-Huế        | 12 994                                 | 36 033 | 36,1      |
| Côte sud centrale       | 71 916                                 | 225 364 | 31,9      |
| - Quảng Nam             | 11 992                                 | 41 385 | 29        |
| - Quảng Ngãi            | 17 039                                 | 45 490 | 37,5      |
| - Bình Định             | 11 825                                 | 46 872 | 25,2      |
| Haute montagne centrale | 16 247                                 | 77 090 | 21,1      |
| Sud-Est                 | 77 305                                 | 181 374 | 40,4      |
| - Tây Ninh              | 13 334                                 | 22 101 | 60,3      |
| - Bình Dương            | 11 127                                 | 23 270 | 47,8      |
| - Đồng Nai              | 33 590                                 | 92 592 | 36,3      |
| - Bà Rịa-Vũng Tàu       | 11 047                                 | 28 031 | 39,4      |
| Delta du Mékong         | 153 192                                | 396 467 | 41,5      |
| - Long An               | 26 071                                 | 42 264 | 61,7      |
| - Đồng Tháp             | 11 419                                 | 35 798 | 31,9      |
| - An Giang              | 10 920                                 | 39 138 | 27,9      |
| - Tiền Giang            | 23 970                                 | 46 708 | 51,3      |
| - Vĩnh Long             | 12 166                                 | 30 246 | 40,2      |
| - Bến Tre               | 21 606                                 | 44 159 | 48,9      |
| - Cần Thơ               | 12 356                                 | 41 806 | 29,6      |

Source : Steering committee of the population and housing census of Ho Chi Minh city, 2000, final Report. Census of population and housing on 1/4/1999. HCMC

### Étalement urbain et changement global
Alors que Hô Chi Minh-Ville a été identifiée comme l’une des 10 métropoles au monde les plus vulnérables aux effets du changement climatique au milieu des années 2000, le développement urbain renforce encore la fragilité de la métropole vietnamienne car l'accélération de l’artificialisation des sols a pour effet de limiter l'évacuation des eaux lors des épisodes de crues des rivières et canaux.

## Économie

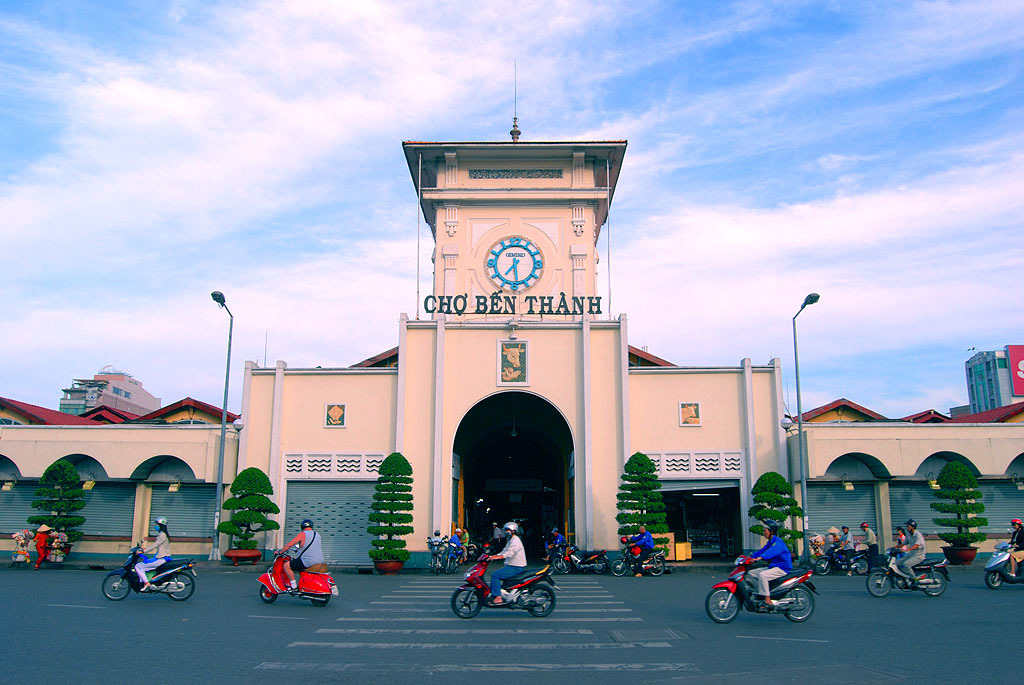
Grand Marché Bên Thành.

La ville, et sa région d'une vingtaine de millions d'habitants, forment une métropole importante à l'échelle du Viêt Nam et de l'ensemble de l'Asie du Sud-Est. Attirant les investissements étrangers à la suite des réformes économiques du Đổi mới, elle est entrée depuis les années 2000 dans la course à la compétitivité économique. En conséquence, des processus de métropolisation s'observent et augmentent les inégalités sociales à l'intérieur de la ville et de la région.

## Transports

### Transports aériens

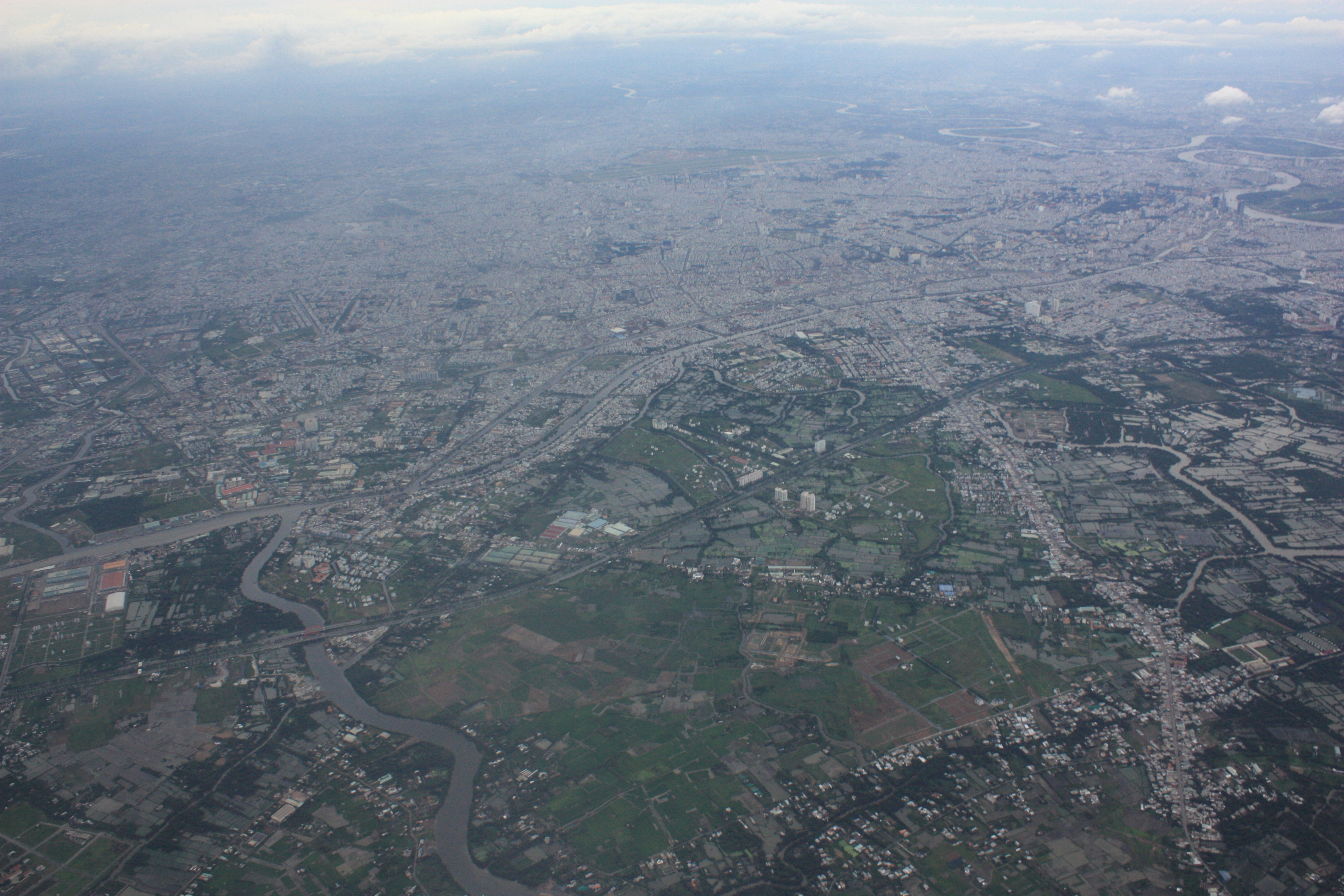
Hô Chi Minh-Ville vue depuis un avion de VietJet Air en décollage, juillet 2013.

Hô Chi Minh-Ville est actuellement desservie par l'aéroport international de Tân Sơn Nhất, situé à l'intérieur de la ville. Il devrait être complété au minimum en 2020 par l'aéroport international de Long Thành, qui recevra alors les vols internationaux, Tân Sơn Nhất conservant la desserte des lignes nationales.

### Transports ferroviaires
Le Métro de Hô Chi Minh-Ville est long de 225,5 km avec 171 arrêts sur 10 lignes (prévues car le métro n'est pas fini).

### Liaisons par bus
Hô Chi Minh-Ville compte deux grandes gares routières : Ben Xe Mien Tay qui la relie au sud du Vietnam, et Ben Xe Mien Dong qui la relie au nord. De très nombreuses compagnies de bus existent, et assurent ainsi les liaisons quotidiennes vers les autres villes.

### Liaisons par route
Depuis février 2010, une autoroute relie la ville à Trung Lương au sud. Une autre autoroute a été inaugurée en janvier 2014, cette fois-ci vers le nord, et s'arrêtant pour l'instant à Long Thành. Elles s'inscrivent toutes deux dans le grand projet d'autoroute Nord-Sud.

### Transports urbains

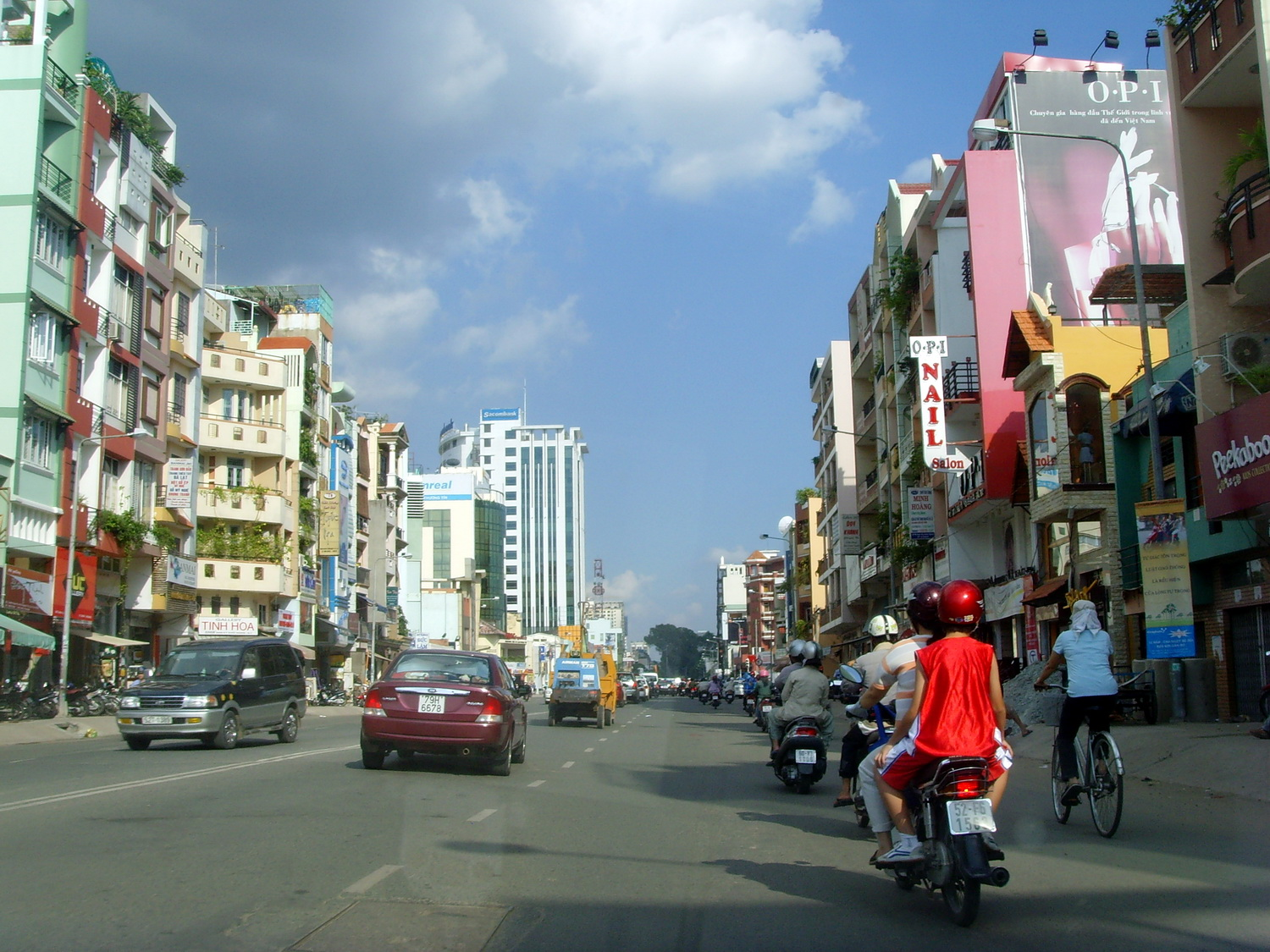
Une rue d'Hô Chi Minh-Ville (2008).

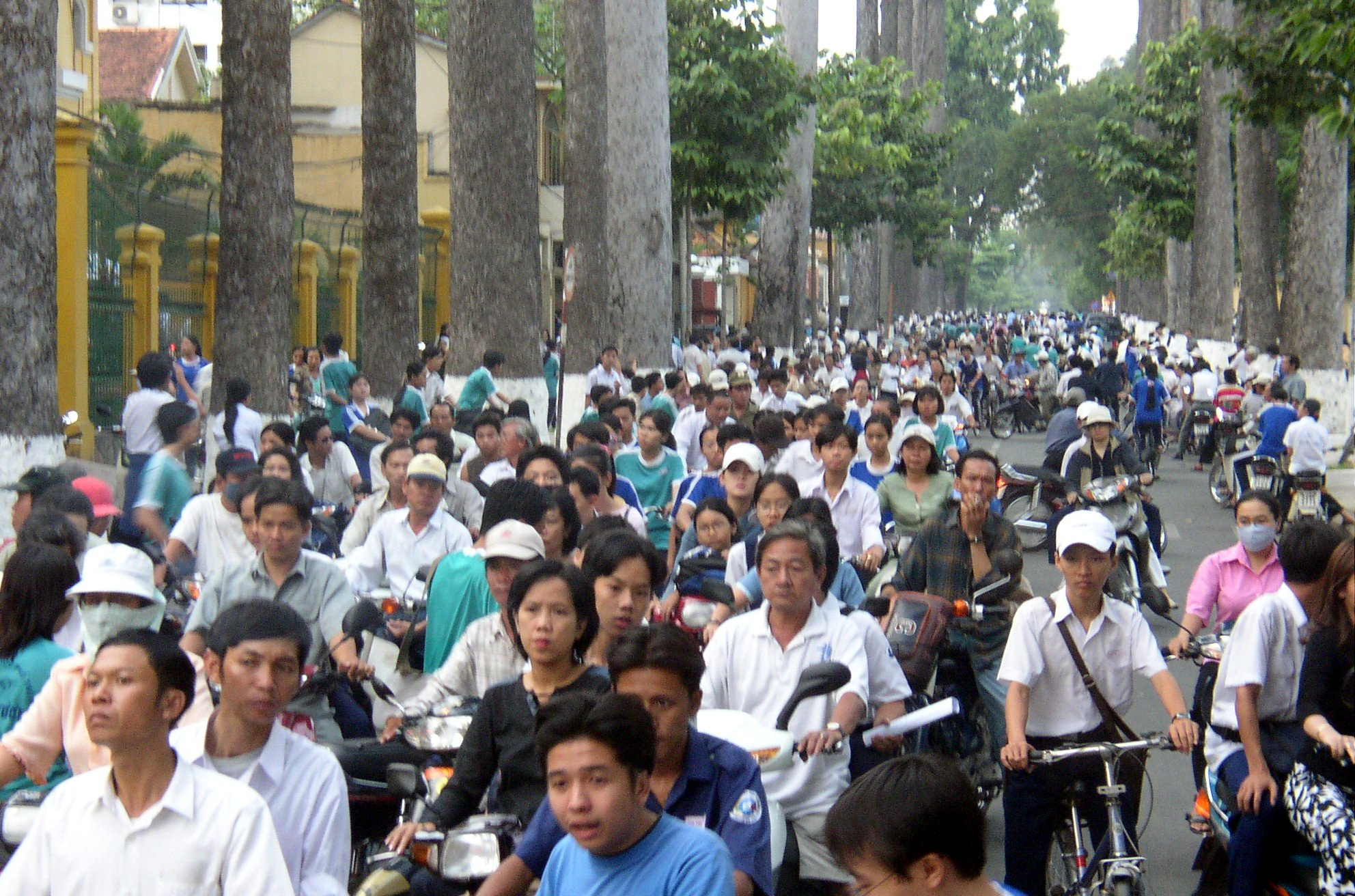
Les fameux embouteillages de mobylettes à Hô Chi Minh-Ville (2003).

- Réseau de bus : il y a un grand nombre de bus à Hô Chi Minh-Ville avec de nombreux parcours. Cependant, dans certains quartiers, les arrêts de bus sont difficilement matérialisés, il faut donc faire attention aux inscriptions sur la route ou sur les poteaux le long des trottoirs qui indique leur présence, et il faut bien héler le bus pour qu'il s'arrête. 
Le ticket est acheté à bord et coûte entre 5 000 et 10 000 dongs (environ 20 à 50 centimes d'euros). Les tickets sont uniquement vendus à l'unité dans les véhicules par le contrôleur, les carnets étant en vente à la gare routière, près du marché Ben Thanh. Il faut noter que le réseau de bus s'arrête après environ 21 h.
- Taxis : il y a de nombreuses compagnies de taxis dans cette ville, plus ou moins fiables en termes de prix. Ces véhicules peuvent transporter entre 4 et 7 personnes (sans compter le chauffeur), et sont les principaux moyens de transports à 4 roues qui circulent dans la ville, sachant que la population circule principalement en deux-roues.
- Moto taxi (Xe Ôm) : à tous les coins de rue, on peut trouver des motos taxis qui, pour un prix négocié, emmènent à une destination voulue (une moto ne peut prendre qu'un seul passager à la fois). Il n'existe pas de compagnie de « Xe Ôm », les conducteurs travaillant pour leur propre compte.
- Pousse-Pousse (Xich lo) : il existe encore des pousse-pousse et des cyclo-pousse, mais qui ne sont prisés que par les touristes. Ils servent aussi à transporter du matériel.
- Métro de Hô Chi Minh-Ville

L'image de cette métropole est souvent associée aux embouteillages de cyclomoteurs. Avec en moyenne un cyclomoteur par adulte, la densité de véhicules est extrêmement élevée et la pollution de l'air s'en ressent.

## Archevêché
- Archidiocèse d'Hô Chi Minh-Ville
- Cathédrale Notre-Dame de Saïgon

## Hô Chi Minh-Ville dans les arts

### En littérature
Quelques œuvres littéraires ayant Hô Chi Minh-Ville pour décor :
en français :
- Claude Farrère : Les Civilisés
- Marguerite Duras : L'Amant, L'Amant de la Chine du Nord et Un barrage contre le Pacifique
- Jean Hougron : Soleil au ventre, Mort en fraude, Les Asiates
- Jean Lartéguy : L'Adieu à Saïgon, Le Mal Jaune
- Michel Tauriac : Jade
- Pierre Herbart : La Ligne de force
- Pierre Benoit : Le Roi lépreux
- Pierre Desrochers : Les Neuf Dragons
- Michel Loirette : Louis Dumoulin, peintre des colonies, 2011,  (ISBN 978-2-296-13816-2)
- Henry Thano Zaphiratos : Flânerie dans Saïgon, naissance d'une ville, 1997
- Philippe Guillermic : Saïgon (Hô Chi Minh-Ville), d'hier à aujourd'hui, 2009,  (ISBN 978-2-7466-1286-0)
- Erwan Bergot, Sud lointain
- Bernard Moitessier : Tamata et l'alliance
- Pierre Lemaitre : Le Grand Monde, Calmann-Lévy, 2022

en anglais :
- Graham Greene : The Quiet American (trad. Un Américain bien tranquille)
- Eoin Colfer : La toute première scène de la série Artemis Fowl

en catalan :
- Joan-Daniel Bezsonoff : Les Rambles de Saïgon
- Joan Perucho : La guerra de la Cotxinxina

### Au cinéma
- Le film Indochine a été partiellement tourné à Hô Chi Minh-Ville.
- Le film Cyclo a été tourné à Hô Chi Minh-Ville.
- Le film L'Amant se déroule à Saïgon dans l'Indochine française des années 1930.
- Une tour du Carver Media Group Network  est située à Hô Chi Minh-Ville dans un des films de James Bond (Demain ne meurt jamais).
- Le film Un Américain bien tranquille (The Quiet American) réalisé par Phillip Noyce a été partiellement tourné à Hô Chi Minh-Ville en 2002.
- Má Sài Gòn est un film documentaire en 2023 sur la communauté LGBT à Hô Chi Minh-Ville[25].

### En musique
- La chanson Amérasienne du chanteur Gérard Jaffrès
- La chanson Un air de liberté du chanteur français Jean Ferrat
- La chanson Goodnight Saigon du chanteur Américain Billy Joel
- La comédie musicale Miss Saigon
- La chanson Straight to Hell (album Combat Rock) du groupe punk rock Anglais The Clash
- La chanson Saïgon du chanteur Bernard Lavilliers
- La chanson Saïgon de la chanteuse George Ka
- La chanson National Anthem de la chanteuse américaine Lana Del Rey
- La chanson Nuit de Chine de Ernest Dumont / Louis Bénech, créée par Louis Lynel en 1922, commence par le vers « Quand le soleil descend à l'horizon à Saïgon ».

## Personnages célèbres
- Yvan Audouard, écrivain et journaliste français
- Richard Cocciante, chanteur italien
- Erwan Bergot, écrivain français et un ancien officier parachutiste
- Jules-Gustave Besson, peintre, directeur de l’École d'arts appliqués
- Paul Blanchy, président du Conseil colonial de Cochinchine et premier maire de Saïgon
- Alfred Filuzeau, homme d'affaires français, directeur de la Compagnie des eaux et d'électricité d'Indochine
- Lucien Bodard, reporter et un romancier français
- Jacques Chancel, journaliste et écrivain français
- Frédéric Chau, acteur et humoriste franco-vietnamien
- Lê Dũng Tráng, mathématicien franco-vietnamien
- Dương Quỳnh Hoa, médecin et femme politique
- Marguerite Duras, écrivaine et cinéaste française
- Jean Hougron, écrivain français
- Chantal Goya, chanteuse française
- Graham Greene, écrivain britannique
- Jean Lartéguy, écrivain et journaliste français
- Amanda Lear, chanteuse, actrice et animatrice de télévision française
- Janou Lefèbvre (1945-), cavalière française, double médaillée olympique.
- Jean Marquet, écrivain français
- Bernard Moitessier, navigateur et écrivain français
- Trương Mỹ Lann femme d'affaires condamnée à mort en avril 2024
- Hom Nguyen, artiste français
- Florian Picasso, disc jockey français
- Henri Rieunier, amiral et un homme politique français
- Pascale Roze,  écrivain et romancière française
- Charles Sobhraj, tueur en série français
- Thanh Tòng, acteur, danseur et producteur de cinéma vietnamien
- Trương Vĩnh Ký, professeur au Collège des interprètes français
- Phan Thanh Giản, politicien vietnamien
- Kim Thúy, écrivaine québécoise
- Vương Hồng Sển (vi), érudit et historien
- Võ Thị Thắng (1945-2014), révolutionnaire et femme d'État vietnamienne.
- Thai Lap Thanh (1897-1951), Gouverneur du Sud-Viêtnam et Maire de Saigon

## Jumelages
La ville de Hô Chi Minh-Ville est jumelée avec :
| Ville | Ville              | Pays | Pays         | Période                   |
| ----- | ------------------ | ---- | ------------ | ------------------------- |
|       | Barcelone          |      | Espagne      |                           |
|       | Bassac             |      | Laos         |                           |
|       | Bratislava         |      | Slovaquie    | depuis 1984               |
|       | Canton             |      | Chine        |                           |
|       | Iekaterinbourg     |      | Russie       |                           |
|       | Leipzig            |      | Allemagne    | depuis le 21 juillet 2021 |
|       | Lyon               |      | France       |                           |
|       | Manille            |      | Philippines  |                           |
|       | Moscou             |      | Russie       |                           |
|       | Phnom Penh         |      | Cambodge     |                           |
|       | préfecture d'Osaka |      | Japon        | depuis 2007               |
|       | Pusan              |      | Corée du Sud | depuis 1995               |
|       | Rhône-Alpes        |      | France       |                           |
|       | Saint-Pétersbourg  |      | Russie       | depuis 1977               |
|       | San Francisco,     |      | États-Unis   | depuis 1975               |
|       | Shanghai           |      | Chine        | depuis 1994               |
|       | Shenyang           |      | Chine        |                           |
|       | Séville            |      | Espagne      |                           |
|       | Toronto            |      | Canada       |                           |
|       | Vientiane          |      | Laos         |                           |
|       | Vladivostok,       |      | Russie       | depuis le 21 mai 2009     |
|       | Yokohama           |      | Japon        | depuis le 23 octobre 2007 |

## Galerie

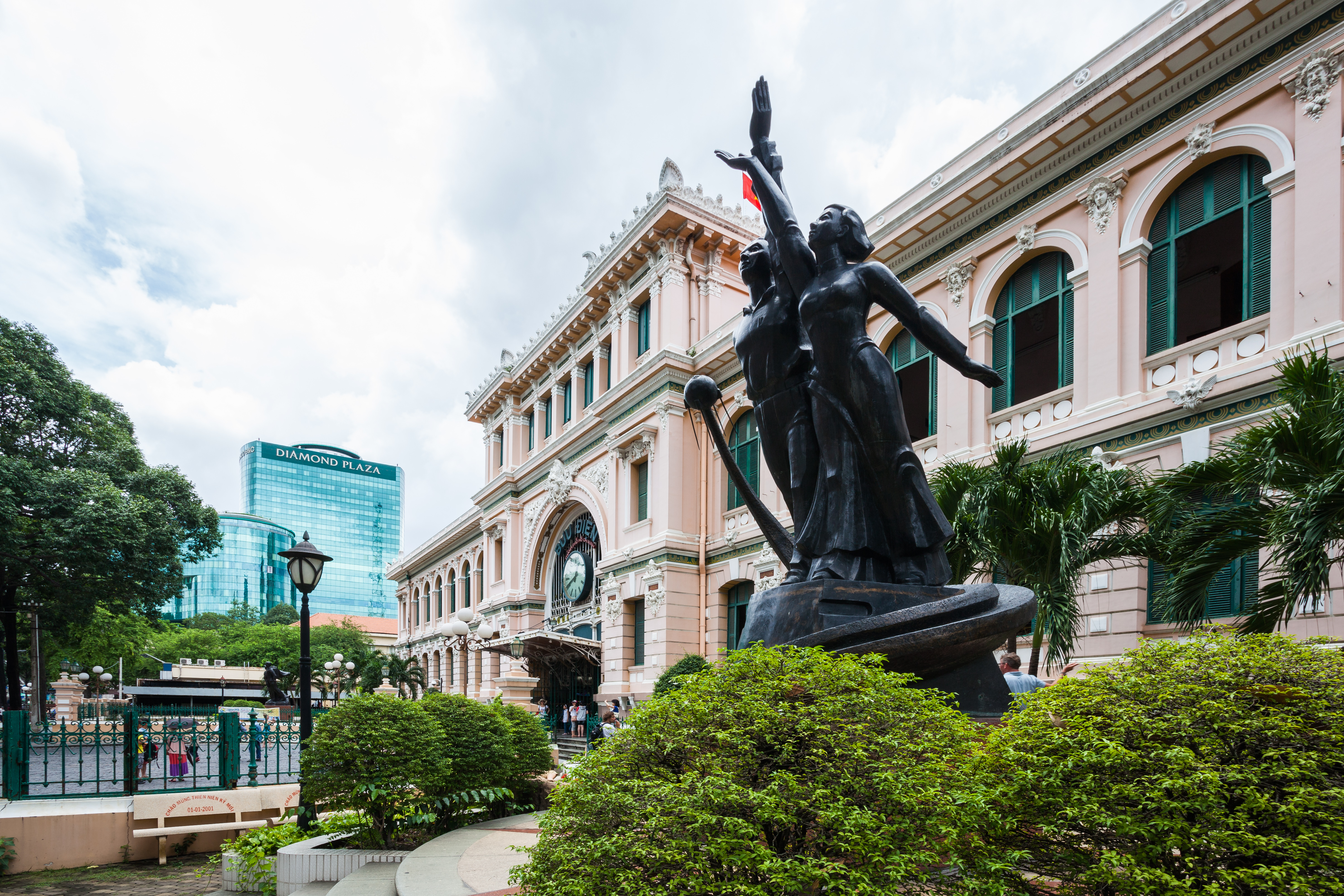
La poste centrale de Hô Chi Minh-Ville (plus communément appelée "poste centrale de Saïgon")
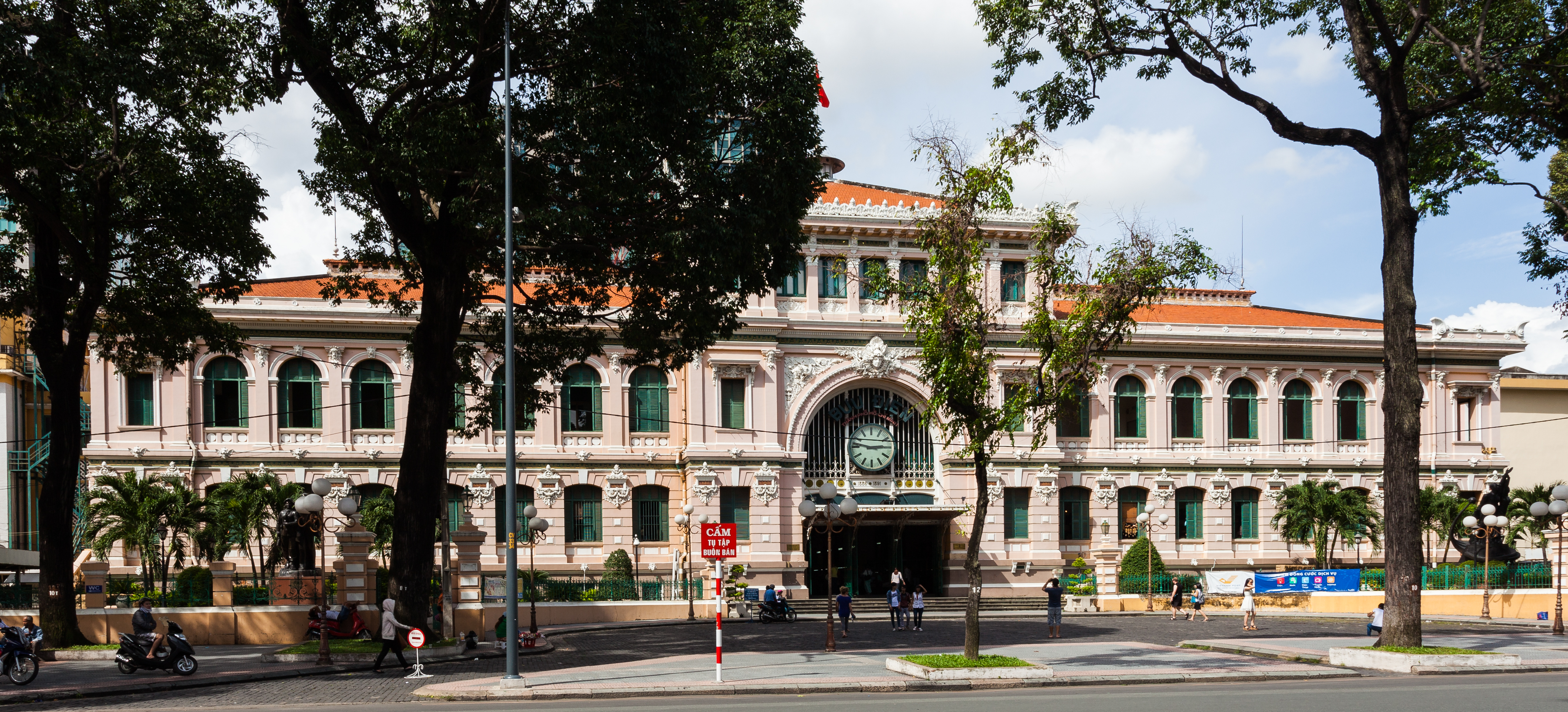
La poste centrale de Hô Chi Minh-Ville (plus communément appelée "poste centrale de Saïgon")
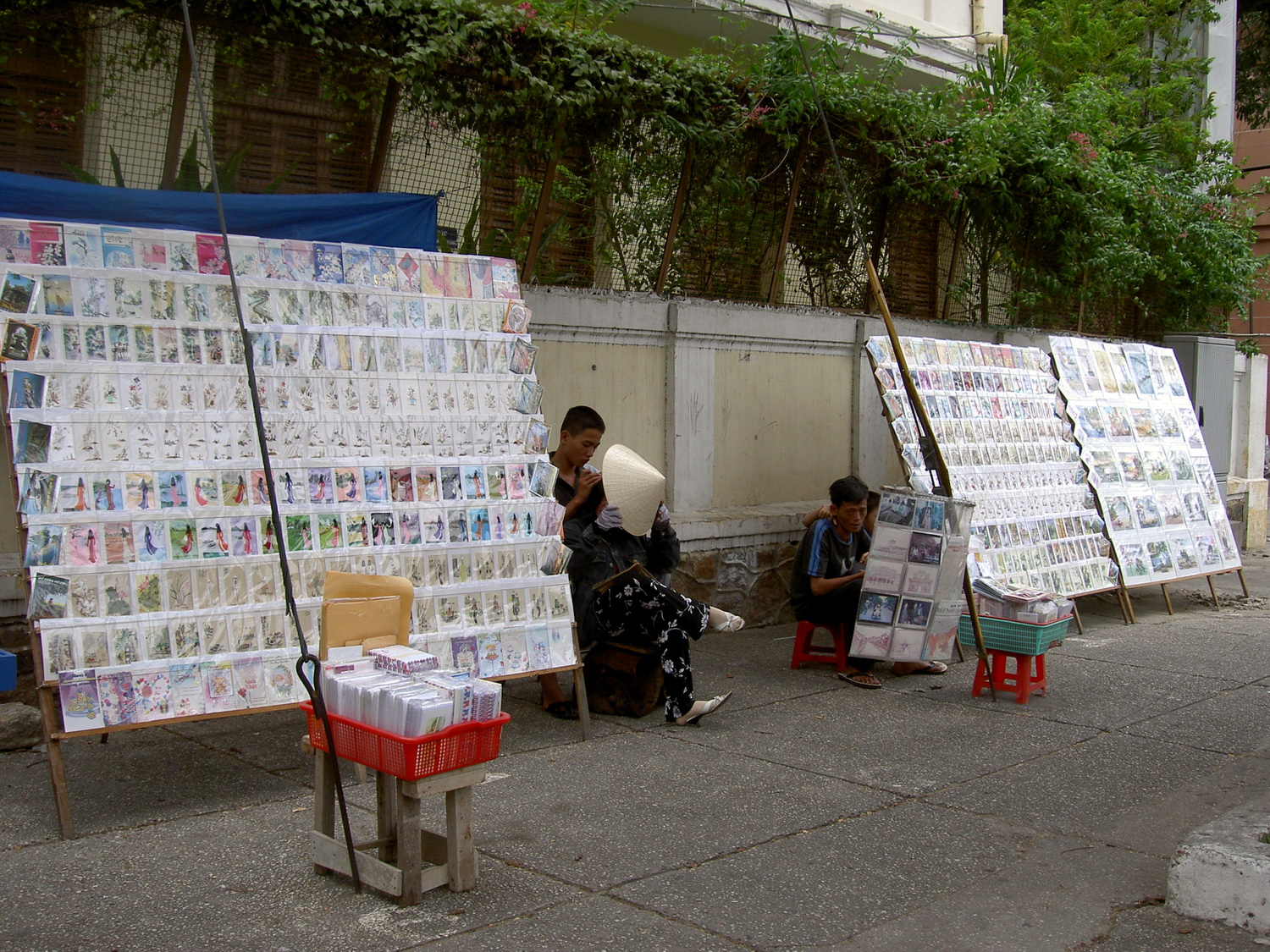
Cartes postales
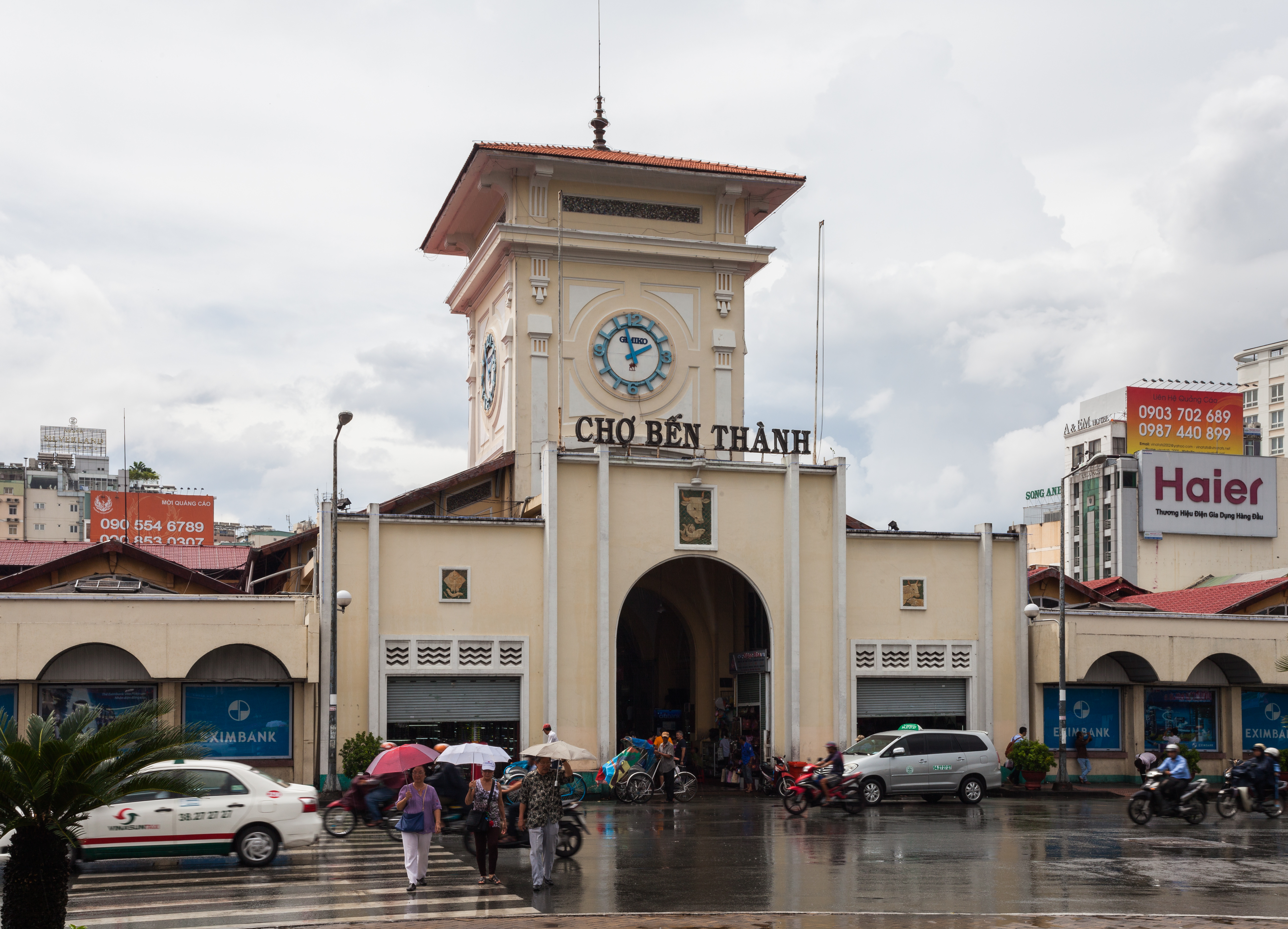
Place Quách Thi Trang et Marché Ben Thanh
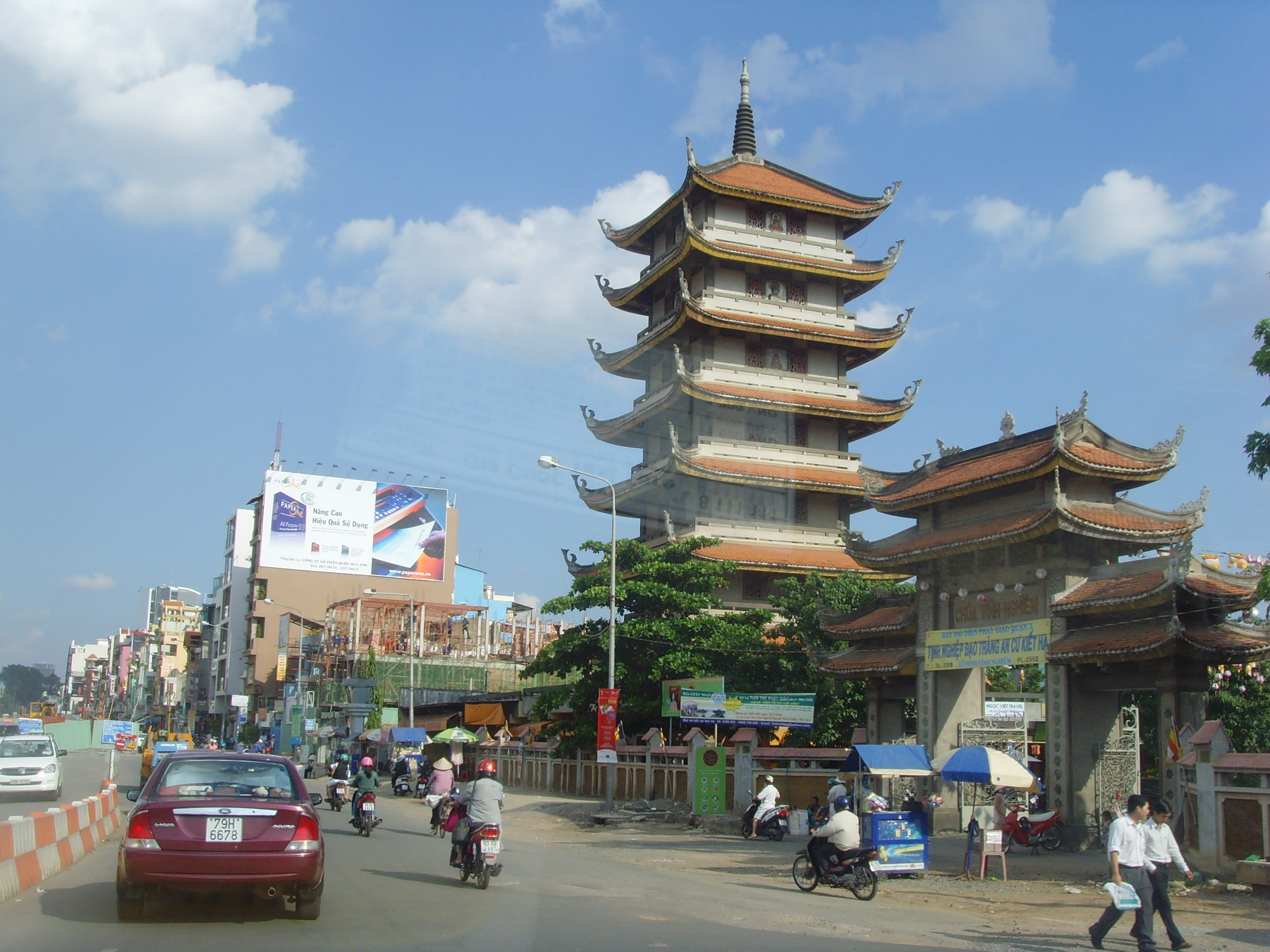
La pagode Vinh Nghiêm
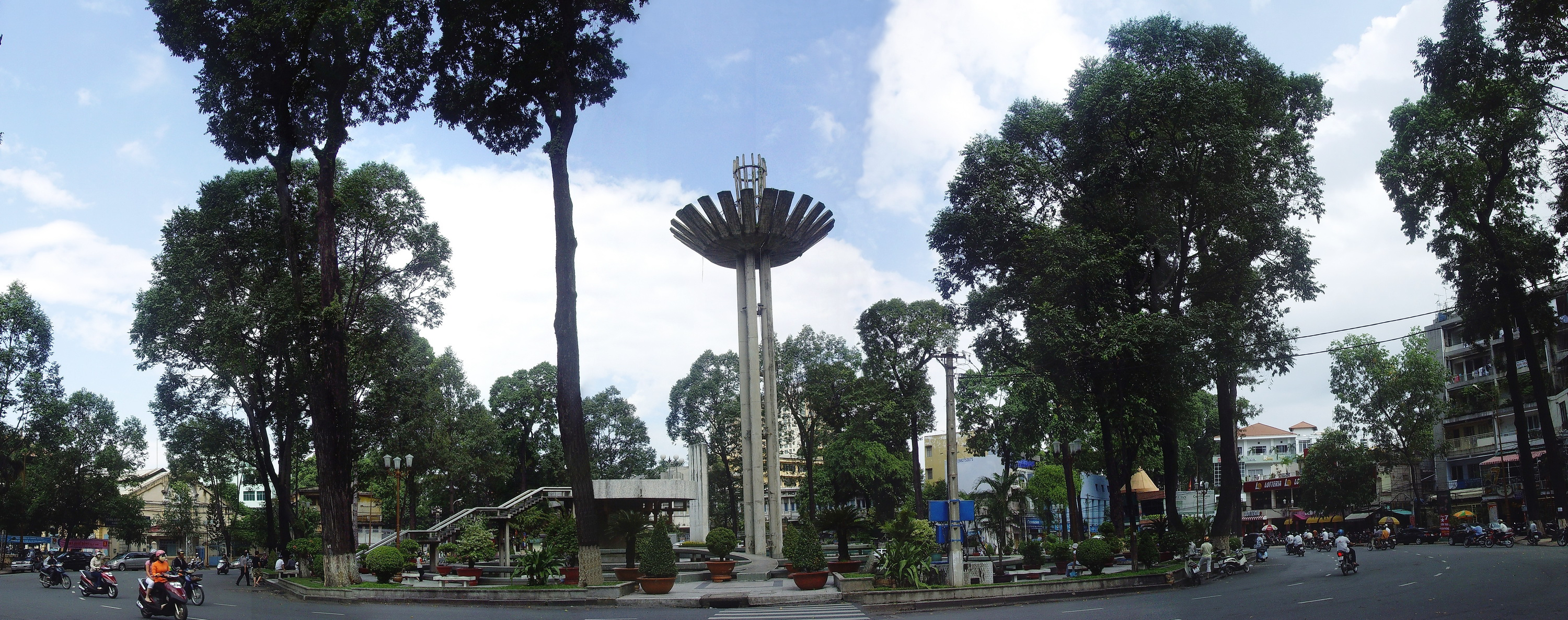
Place « Tortue »
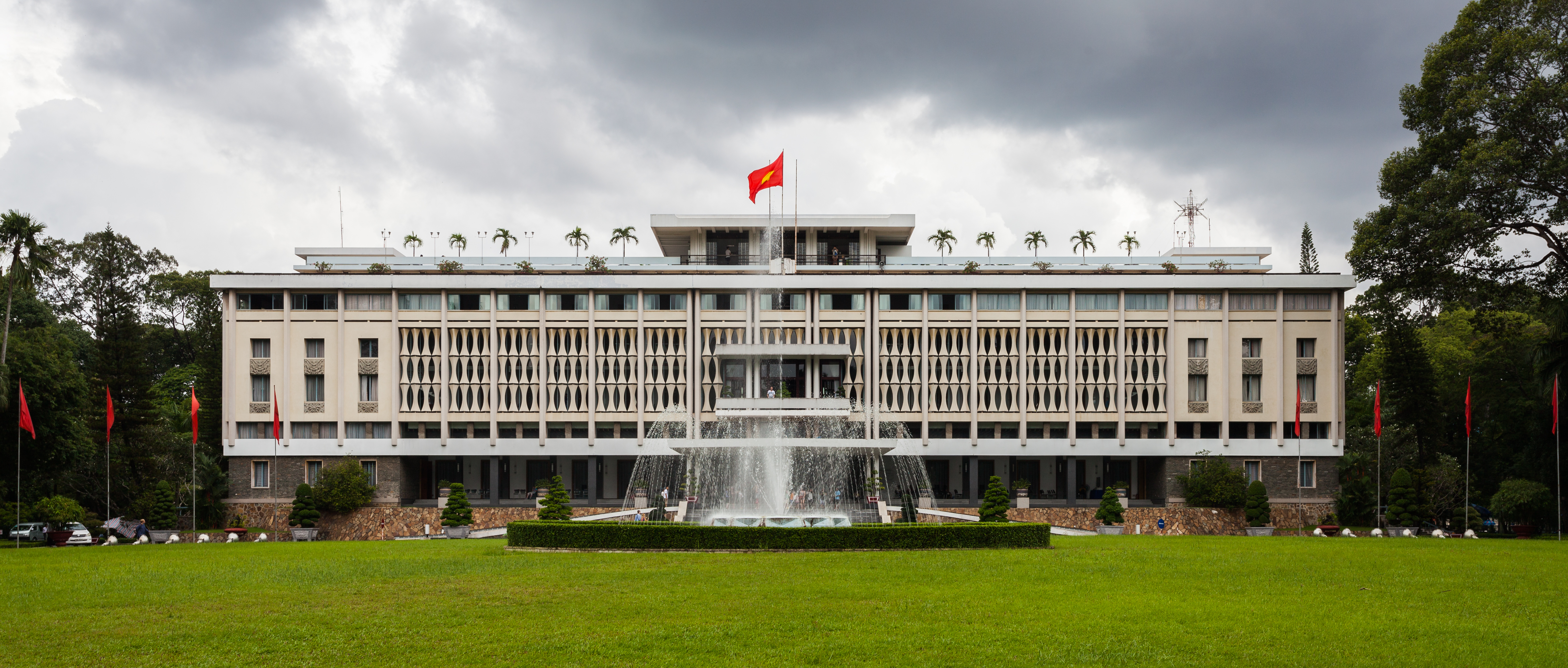
La pelouse devant le palais de la Réunification (ancien palais présidentiel)
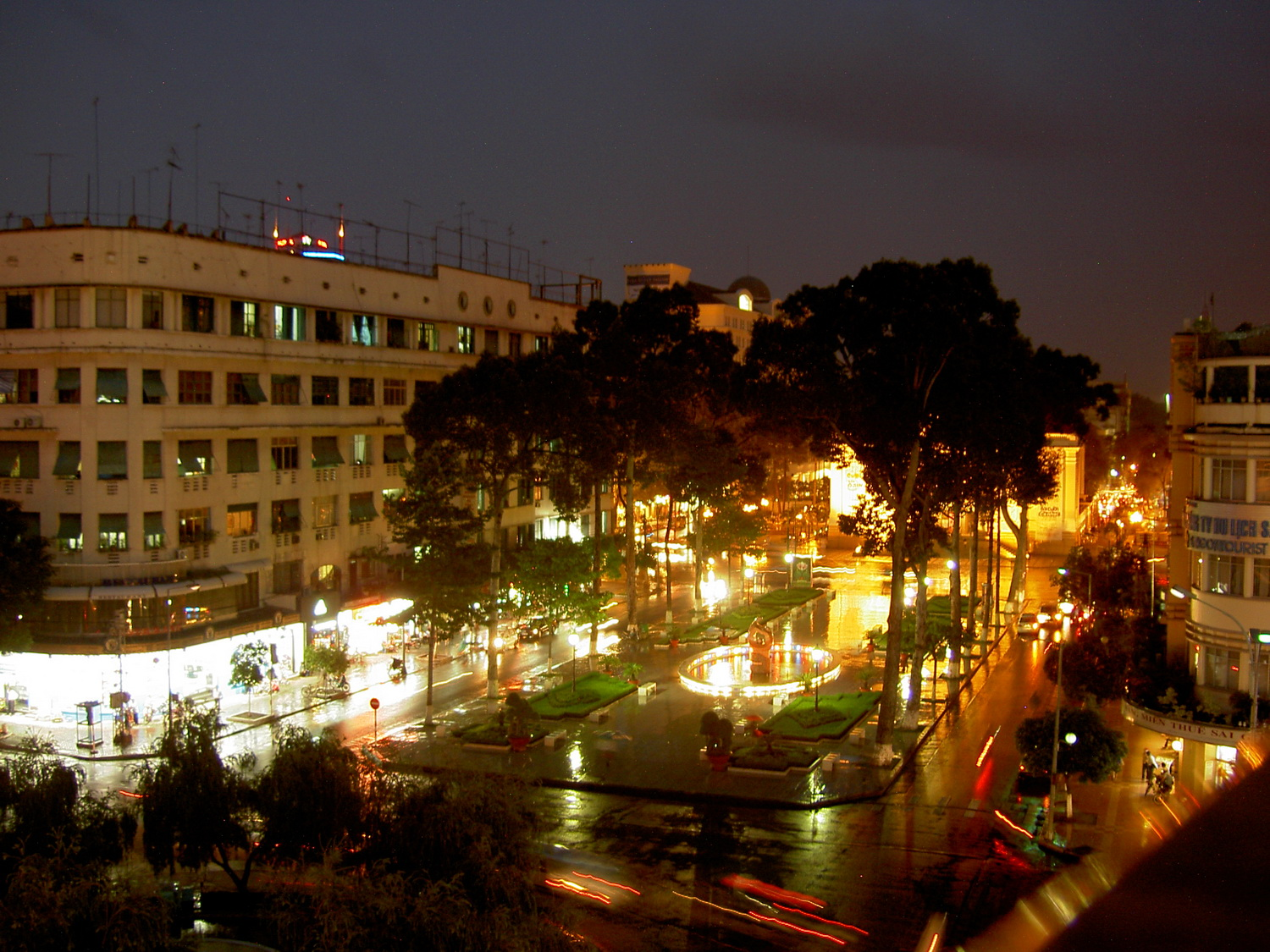
Carrefour Le Loi - Nguyen Hue ex-bvd Charner - Bvd Bonard
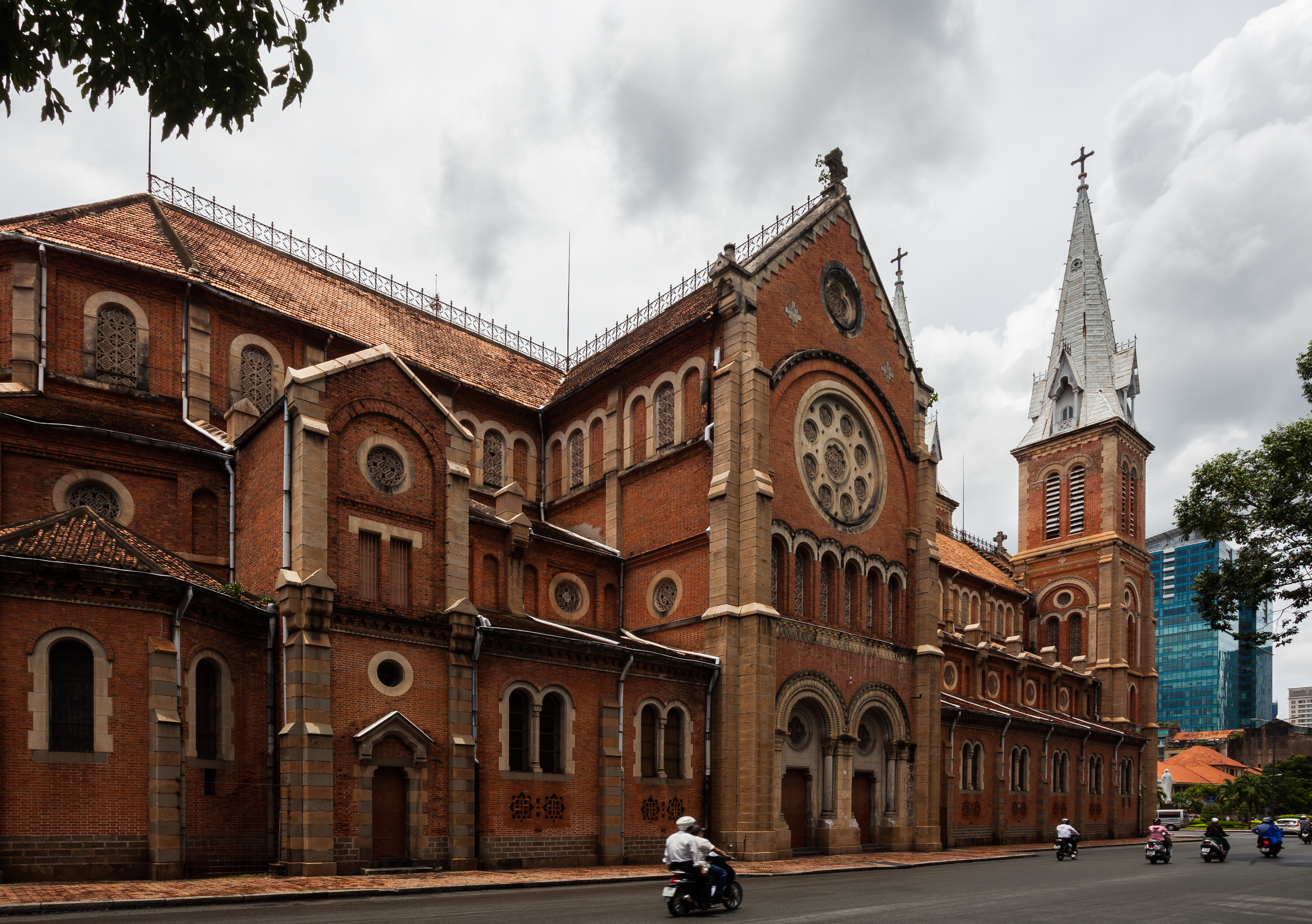
La cathédrale Notre-Dame de Saïgon
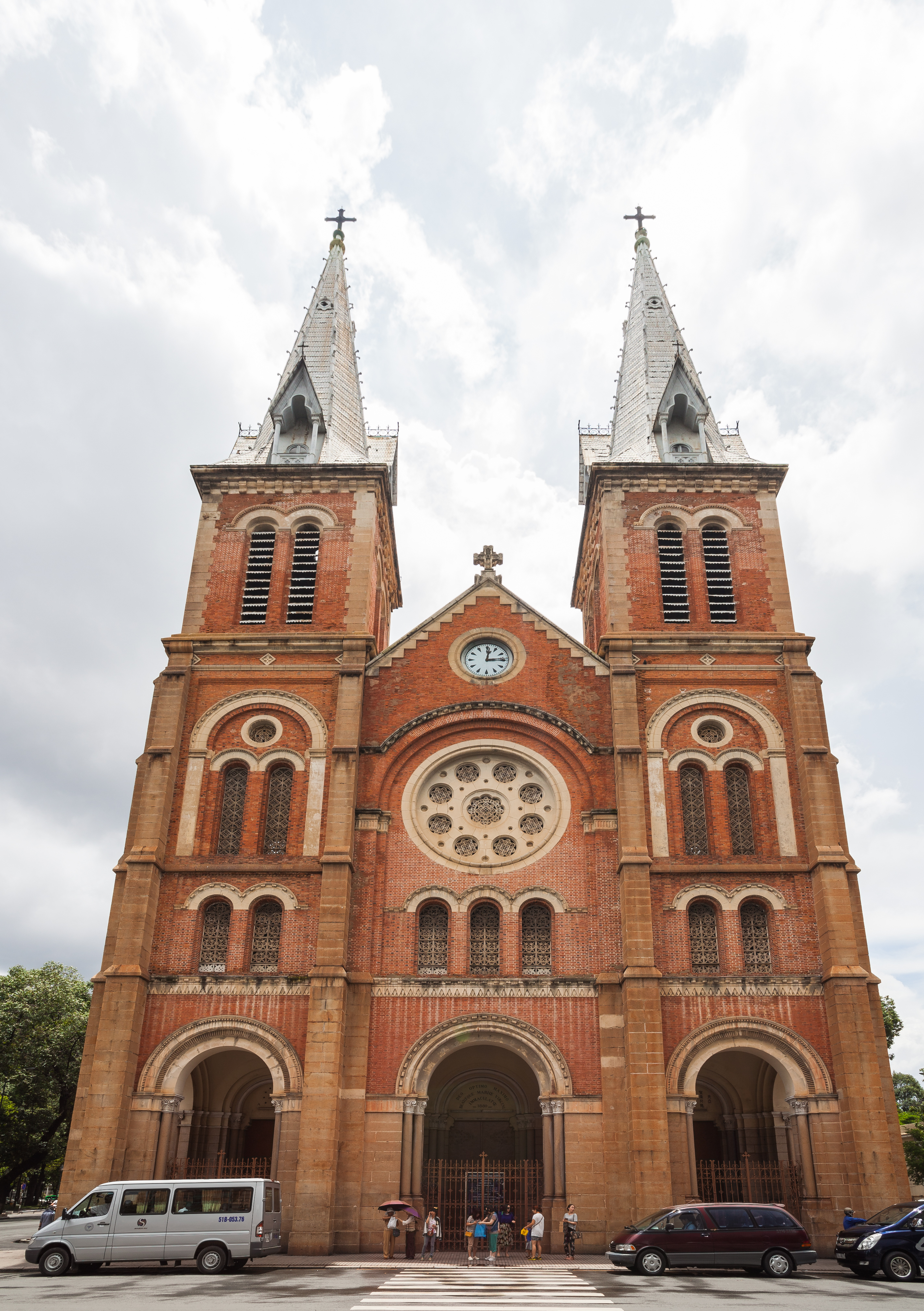
La cathédrale Notre-Dame de Saïgon
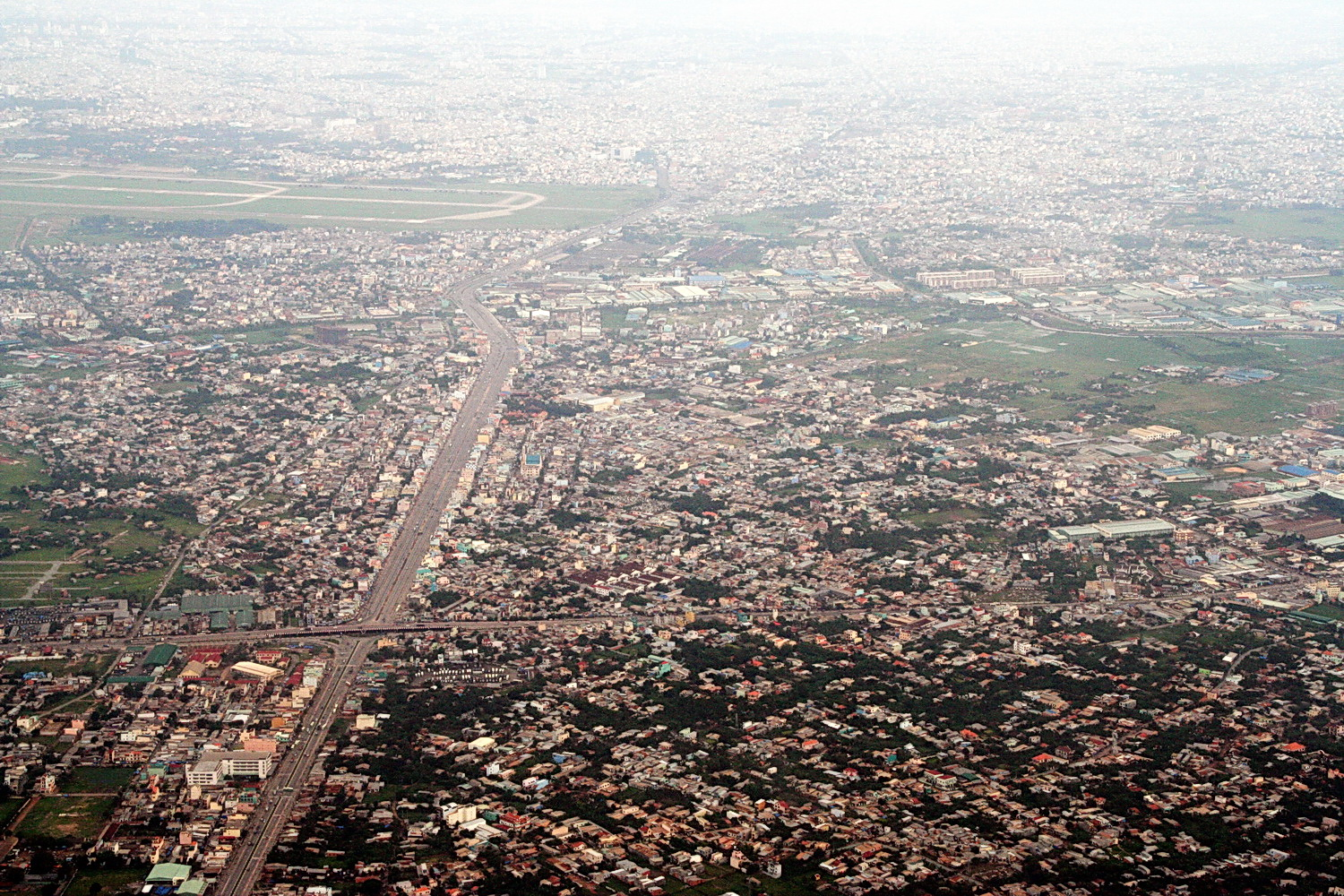
Commune Tan Son Nhat, Lang Cha Ca
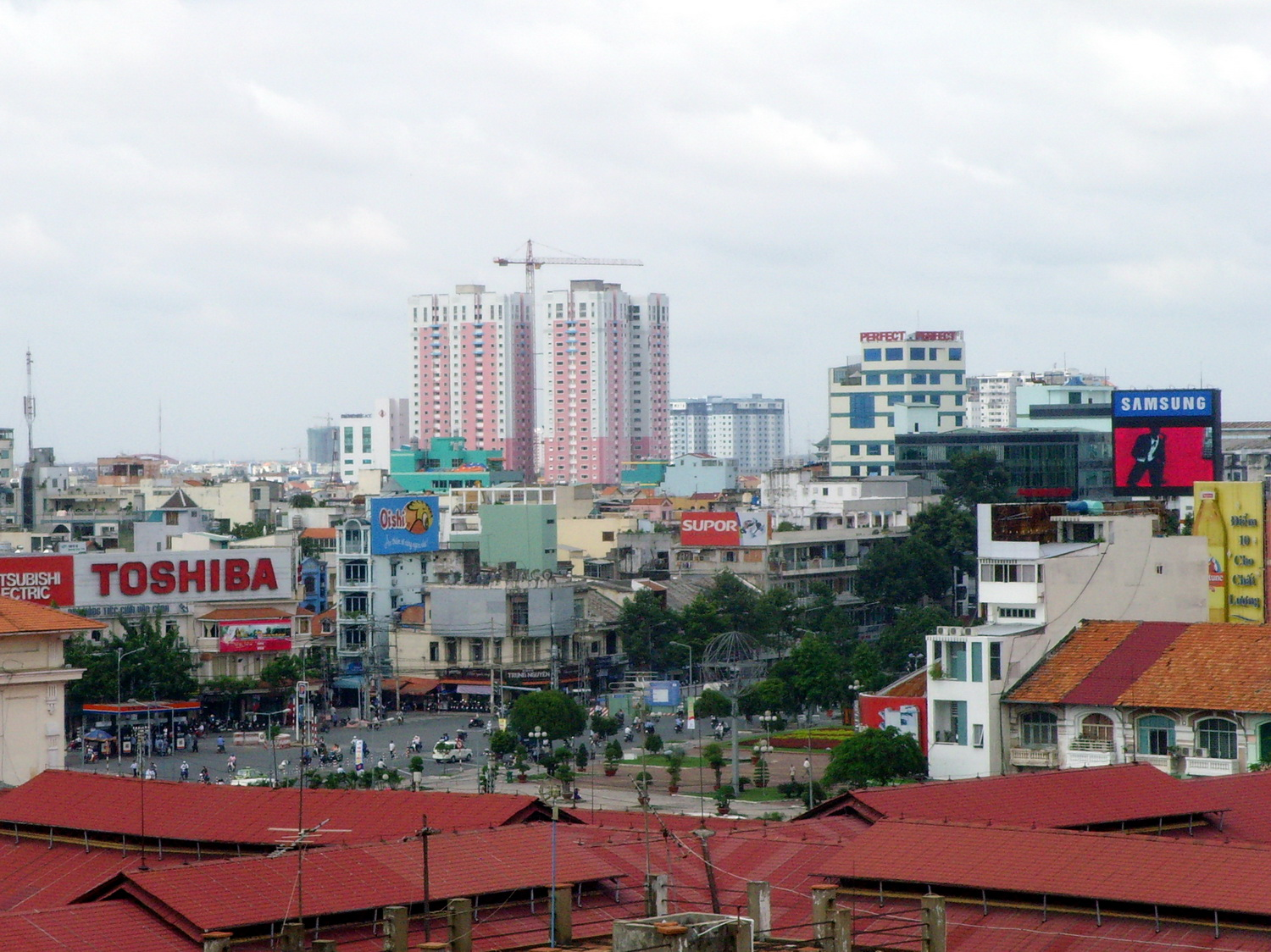
Rue Tran Hung Ðao, ex-rue Paul-Blanchy
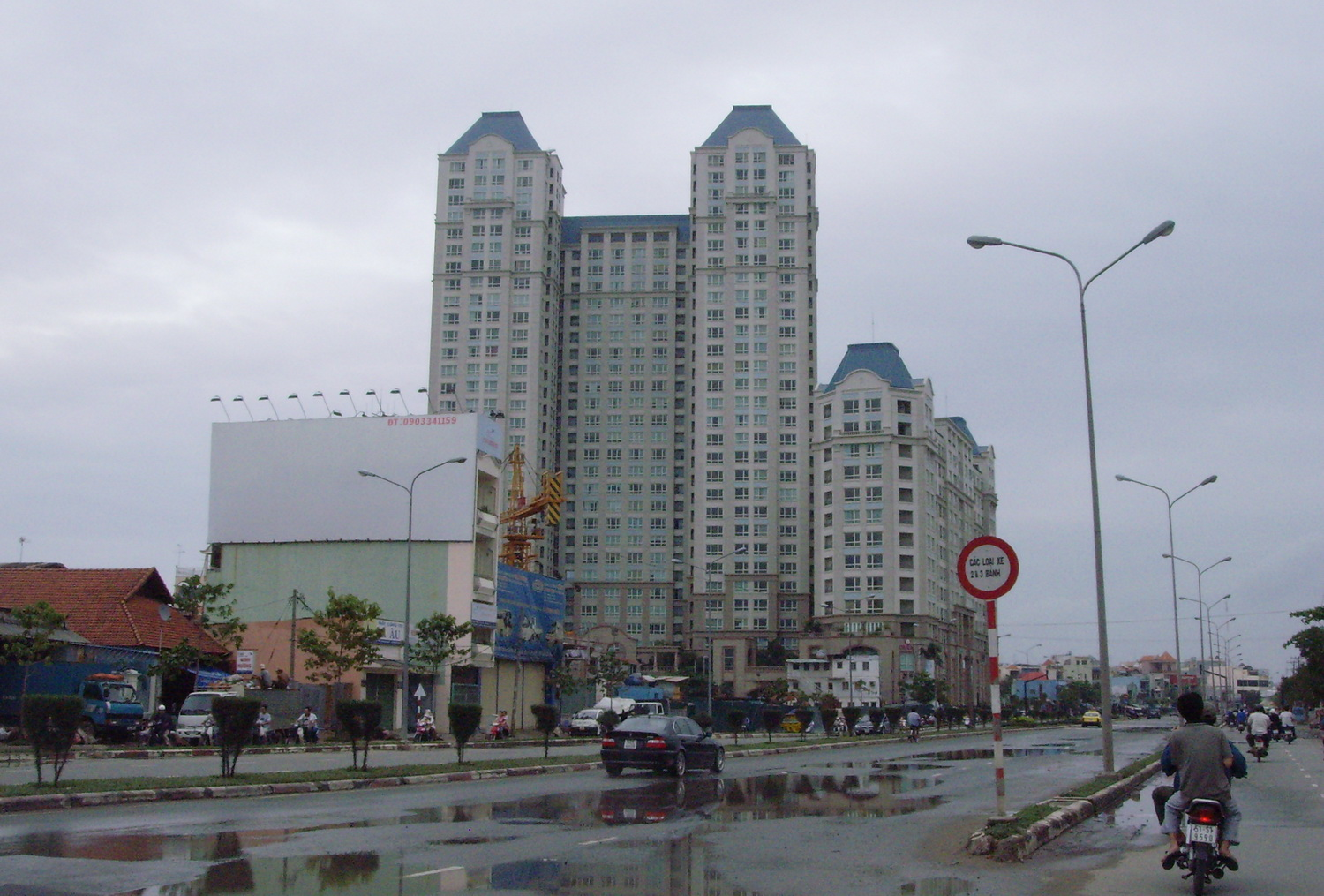
Un immeuble d'habitation à Hô Chi Minh-Ville
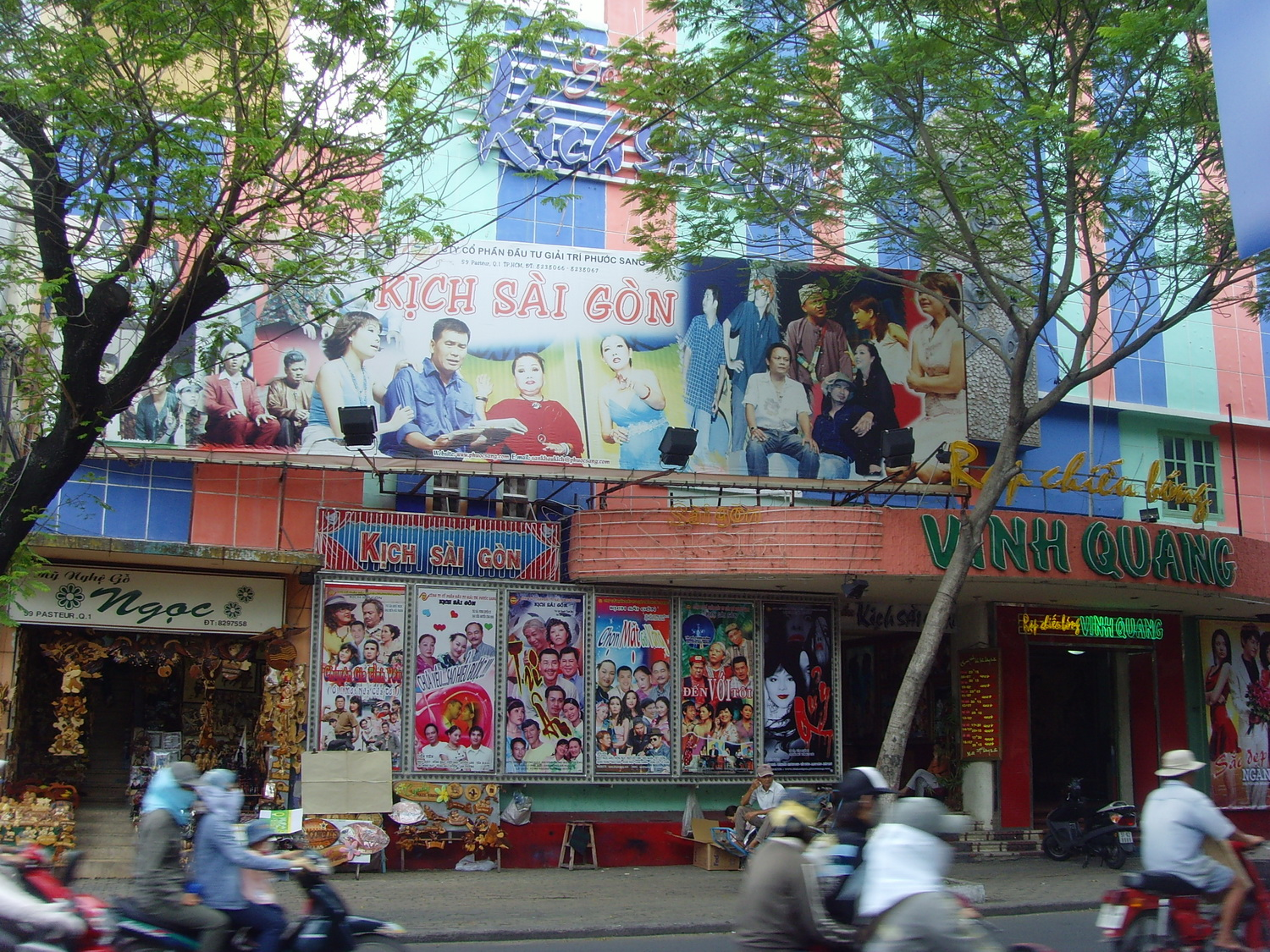
Le théâtre Vinh Quang
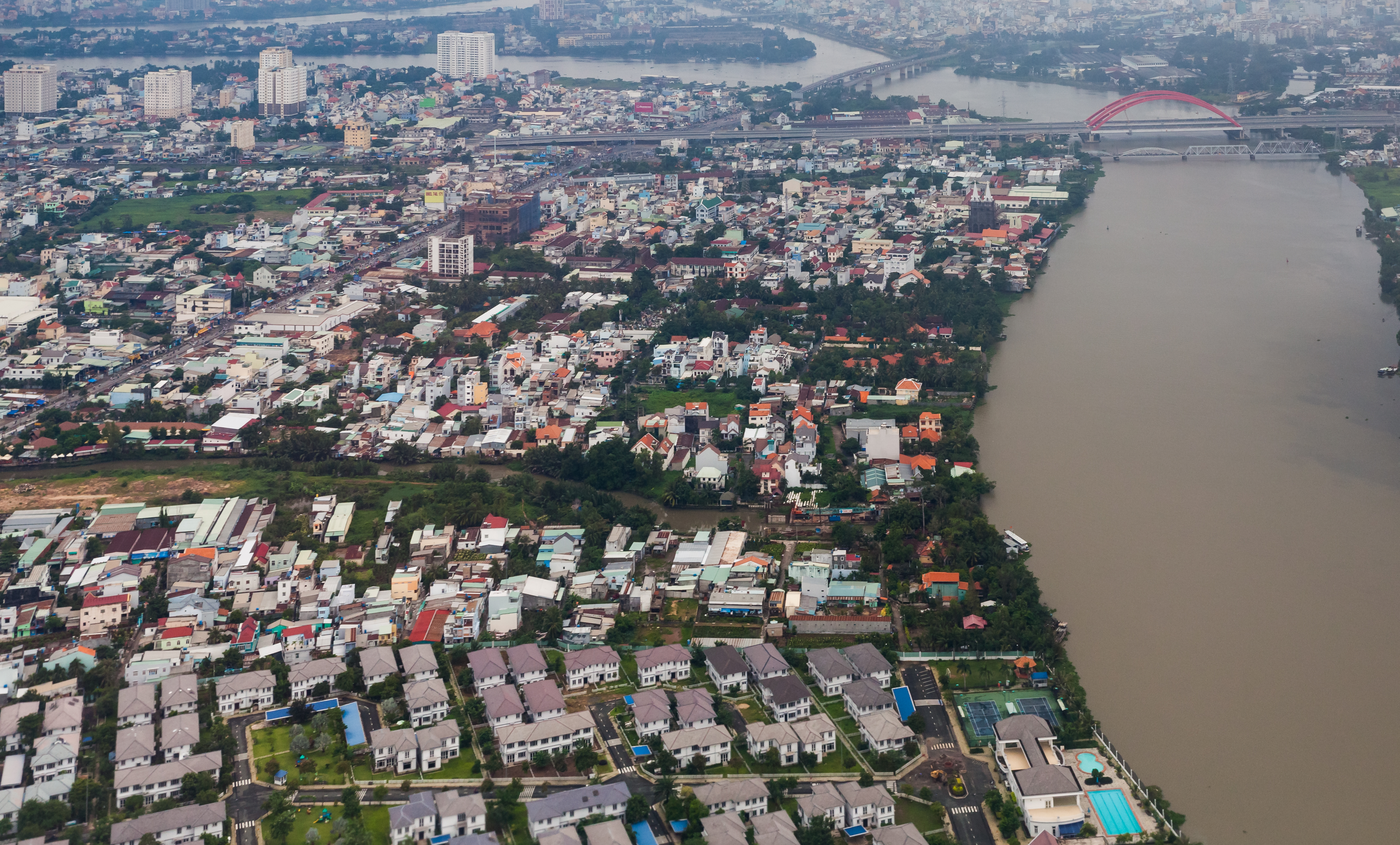
Hô Chi Minh-Ville vu depuis un avion en atterrissage
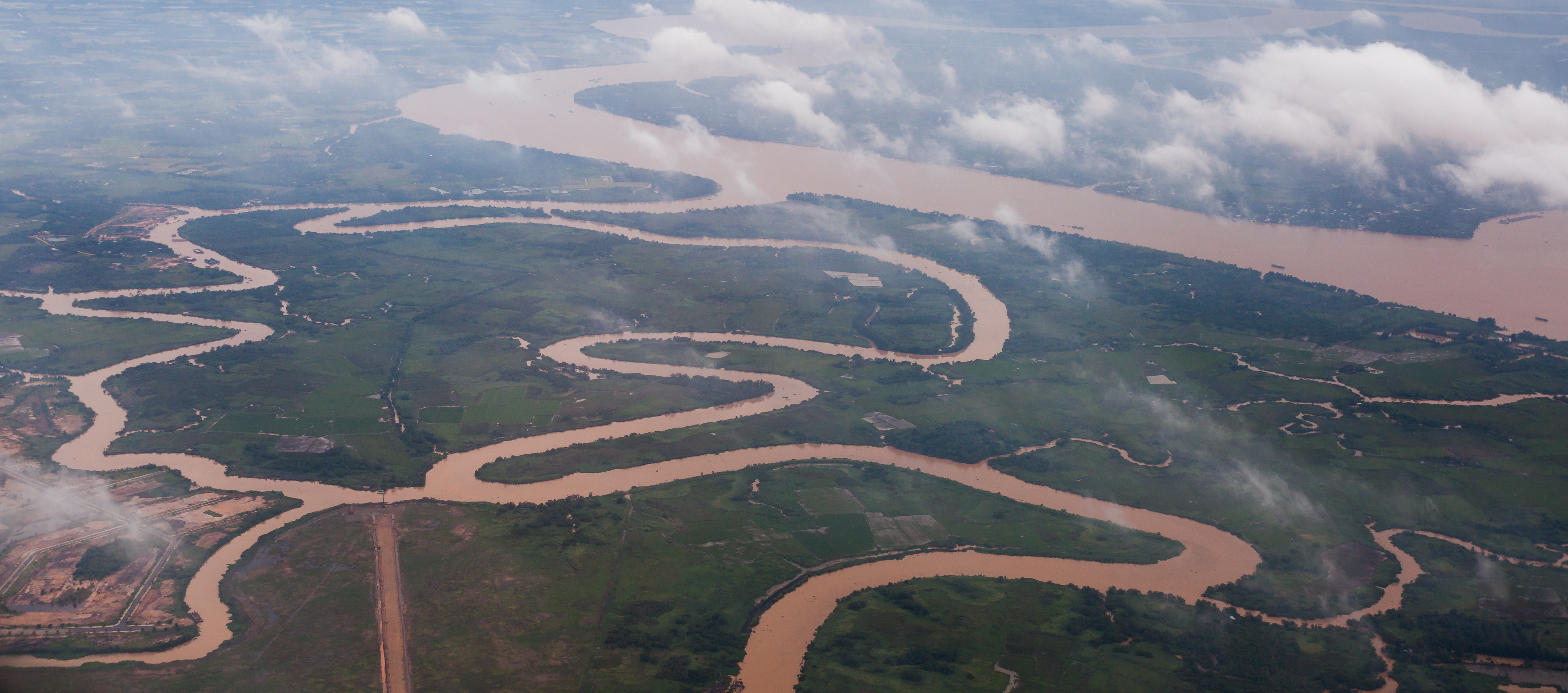
Hô Chi Minh-Ville vu depuis un avion en atterrissage
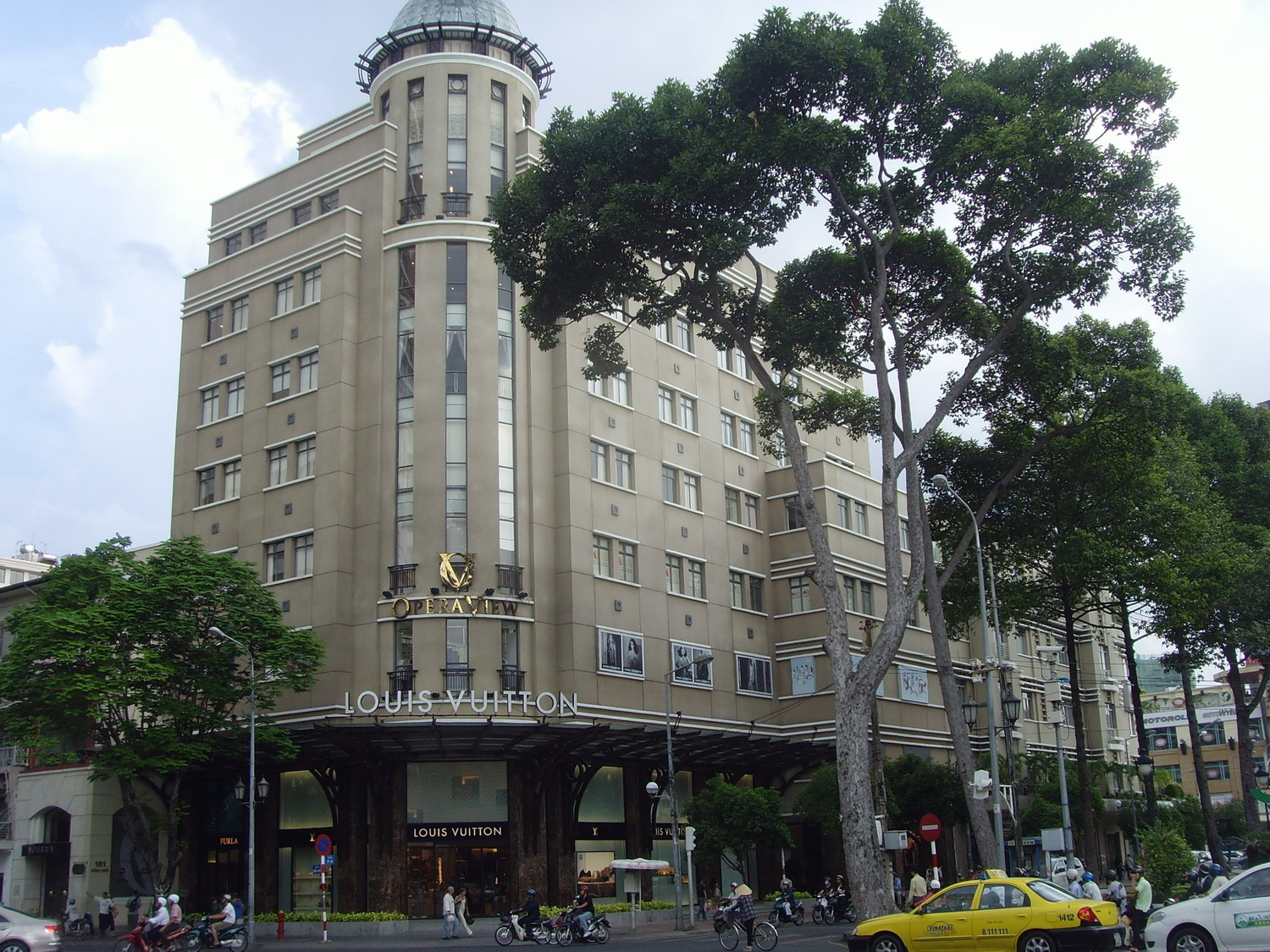
La boutique Louis Vuitton à Hô Chi Minh-Ville
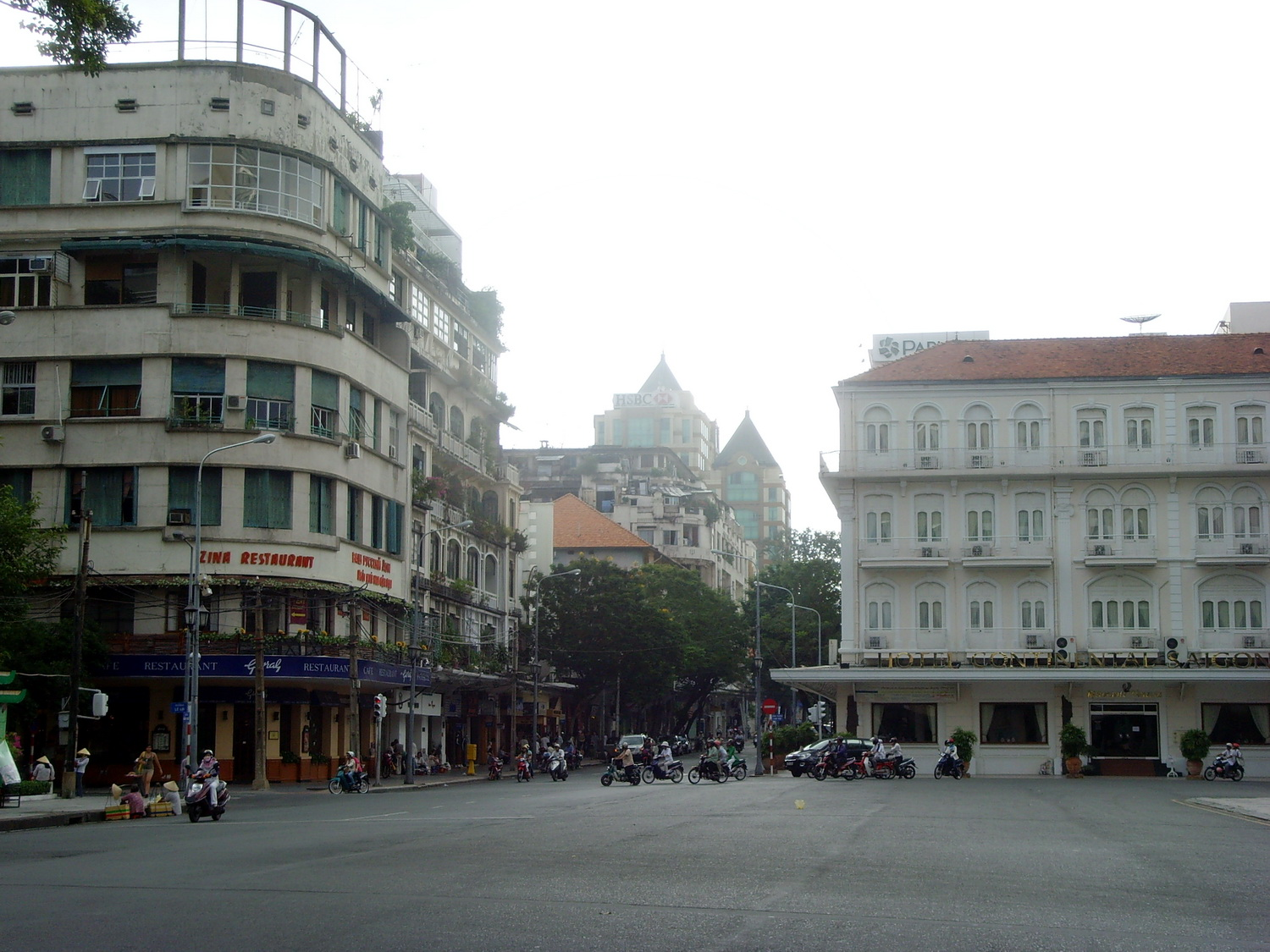
Le carrefour Le Loi - Dong Khoi ex-rue Catinat - boulevard Bonard
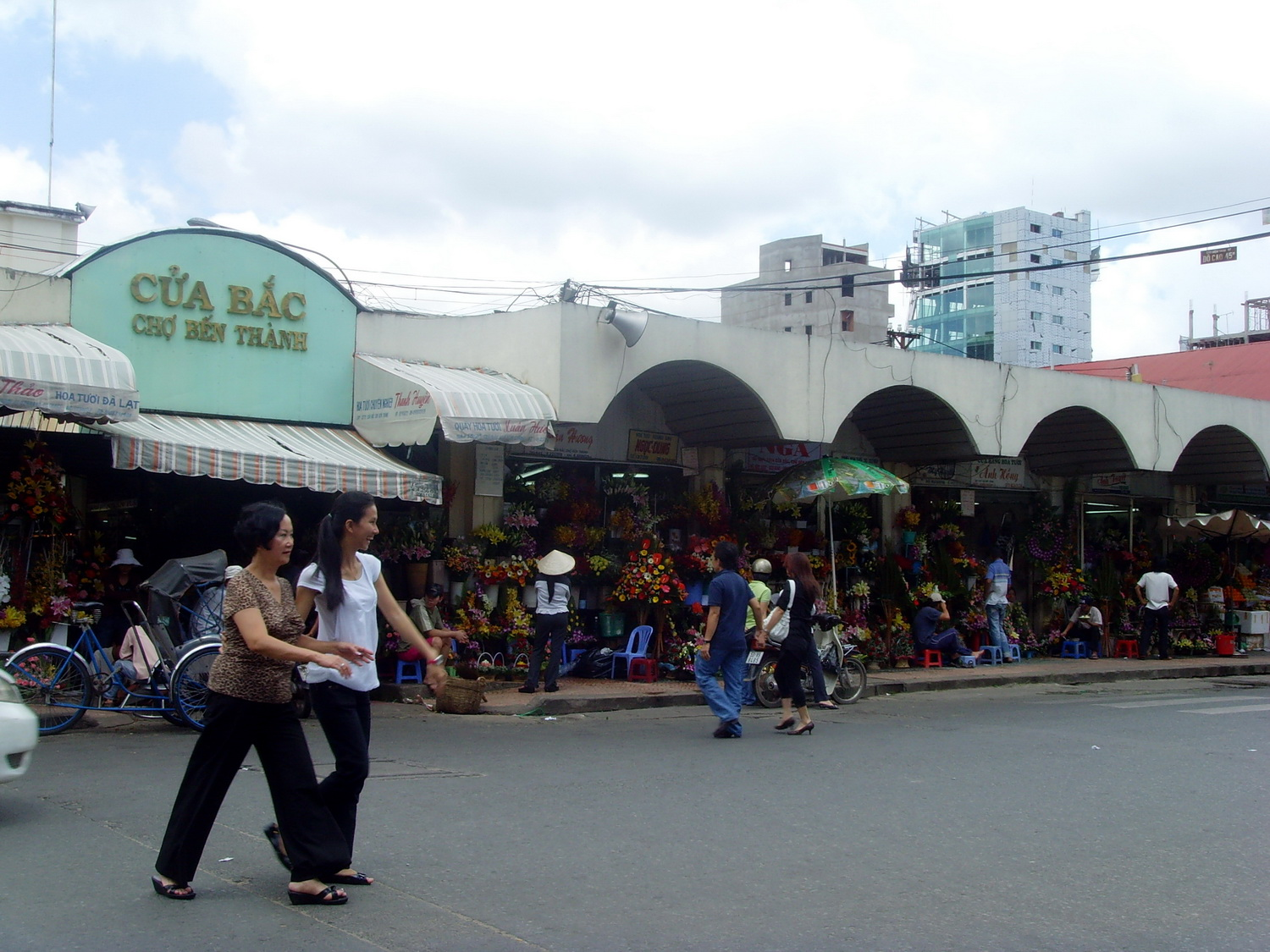
Marché Ben Thanh
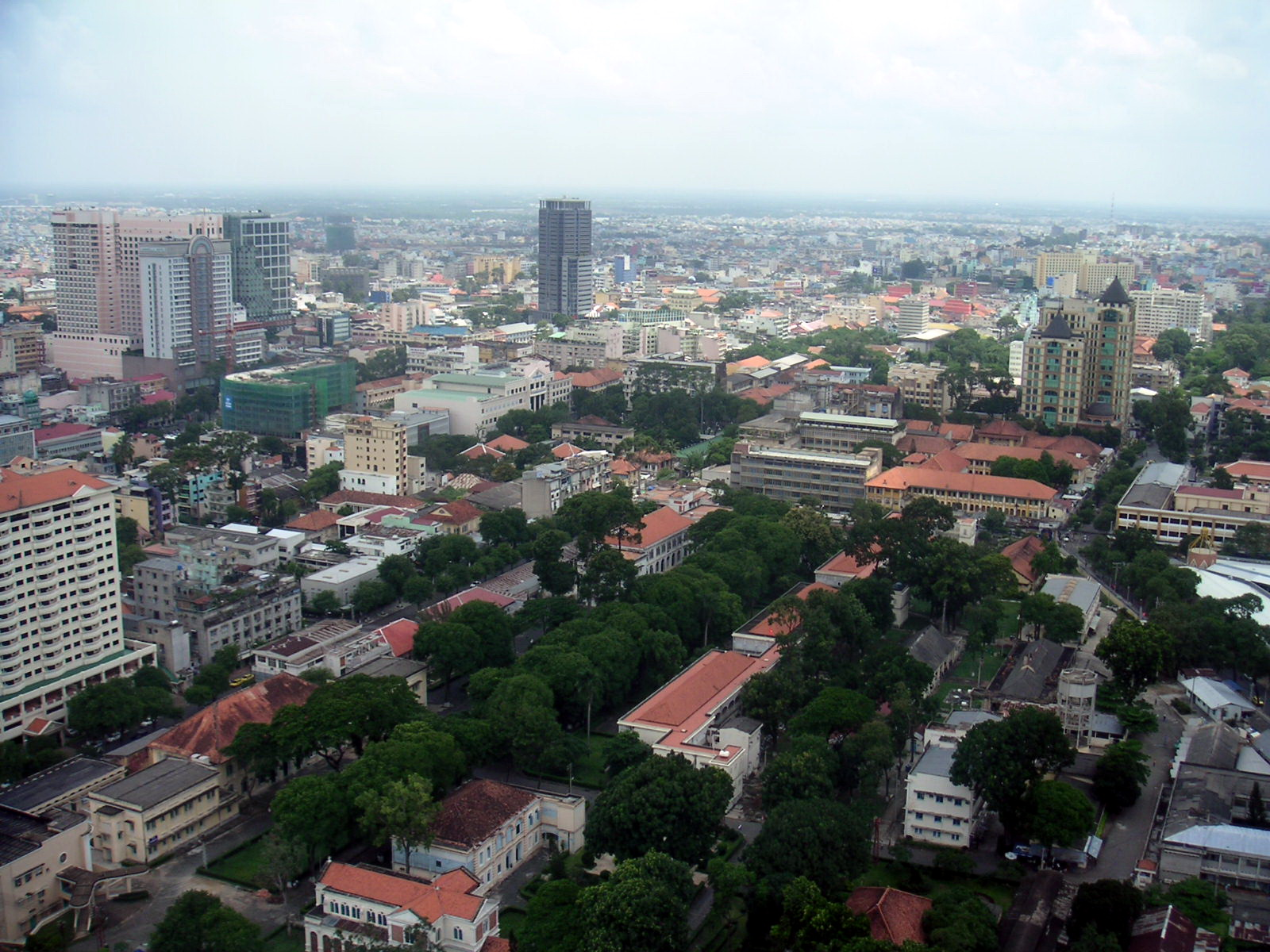
Saïgon (Centre-ville de Hô Chi Minh-Ville)
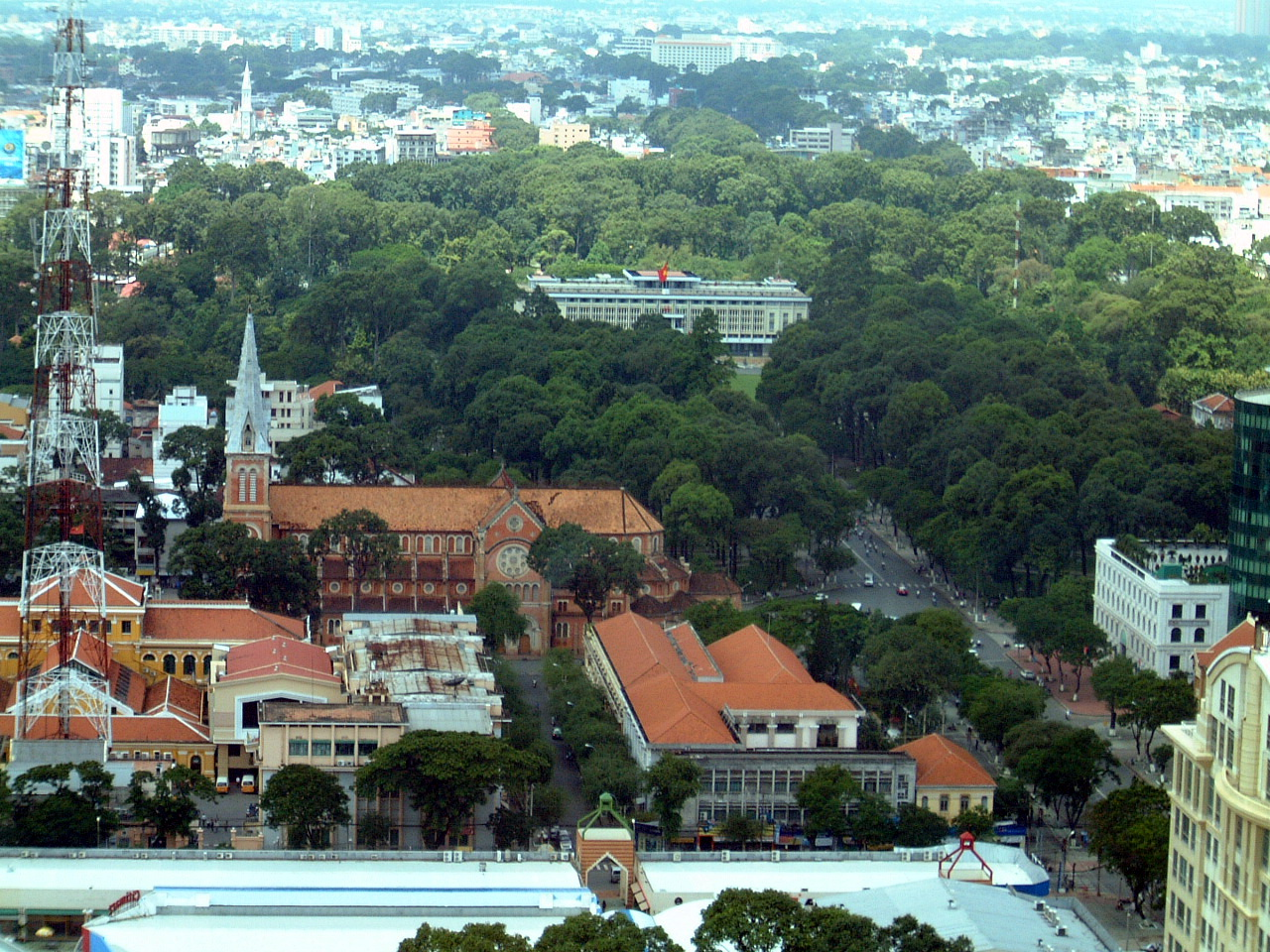
La cathédrale Notre-Dame de Saïgon et le palais de réunification (ancien palais présidentiel)
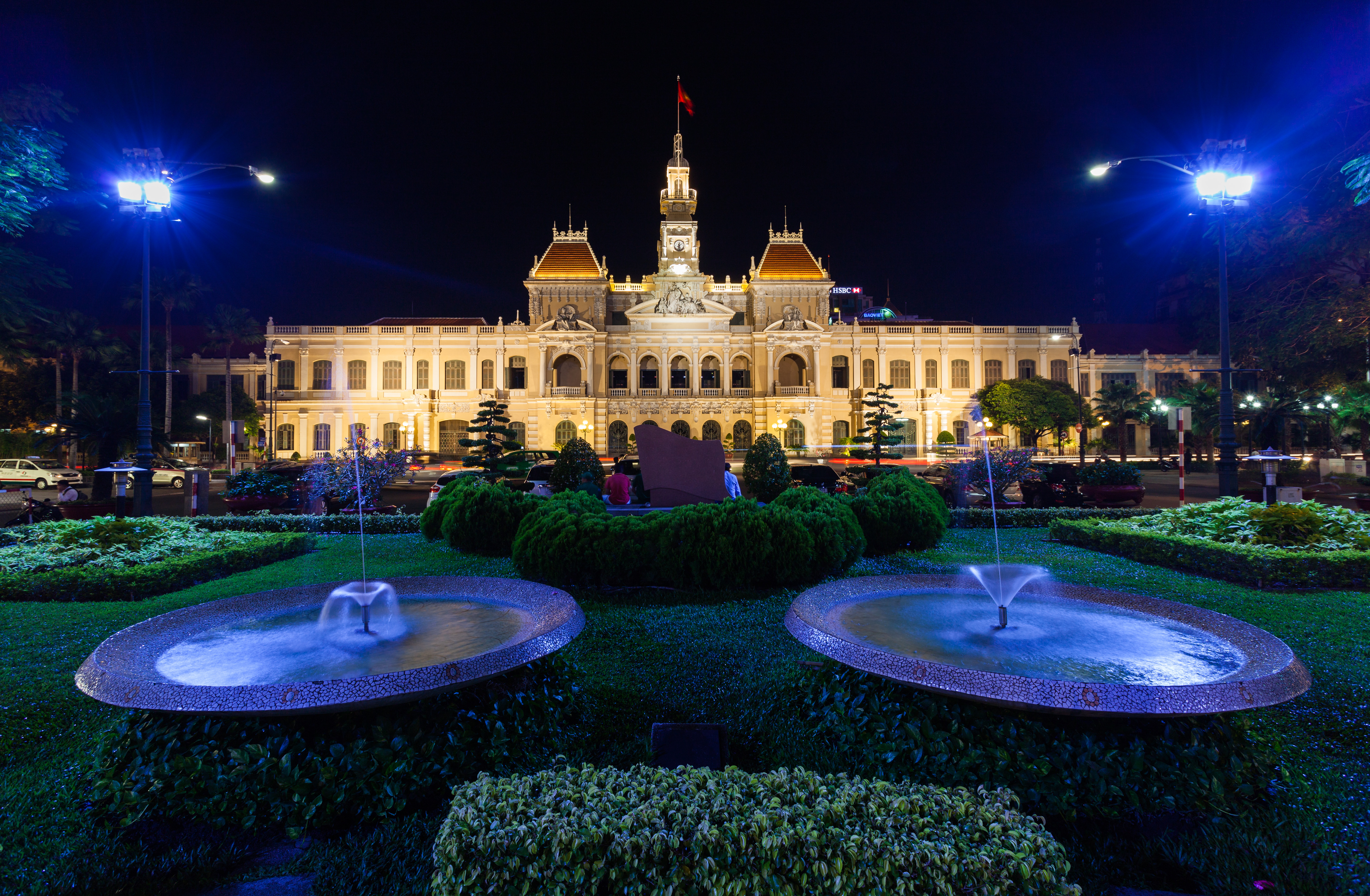
L'hôtel de ville illuminé